# Поділля
48°41′00″ пн. ш. 26°35′00″ сх. д. / 48.683333333333° пн. ш. 26.583333333333° сх. д.

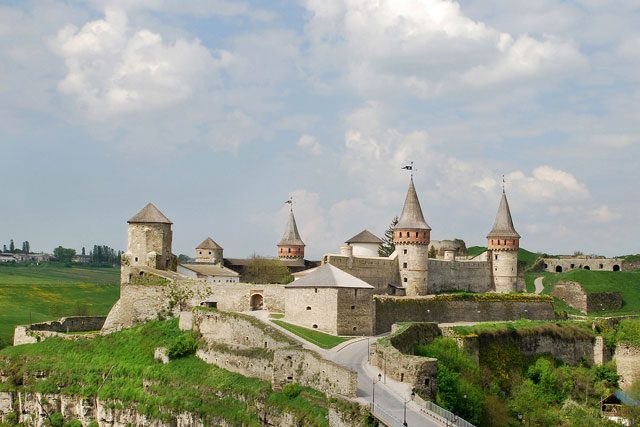
Кам'янець-Подільська фортеця

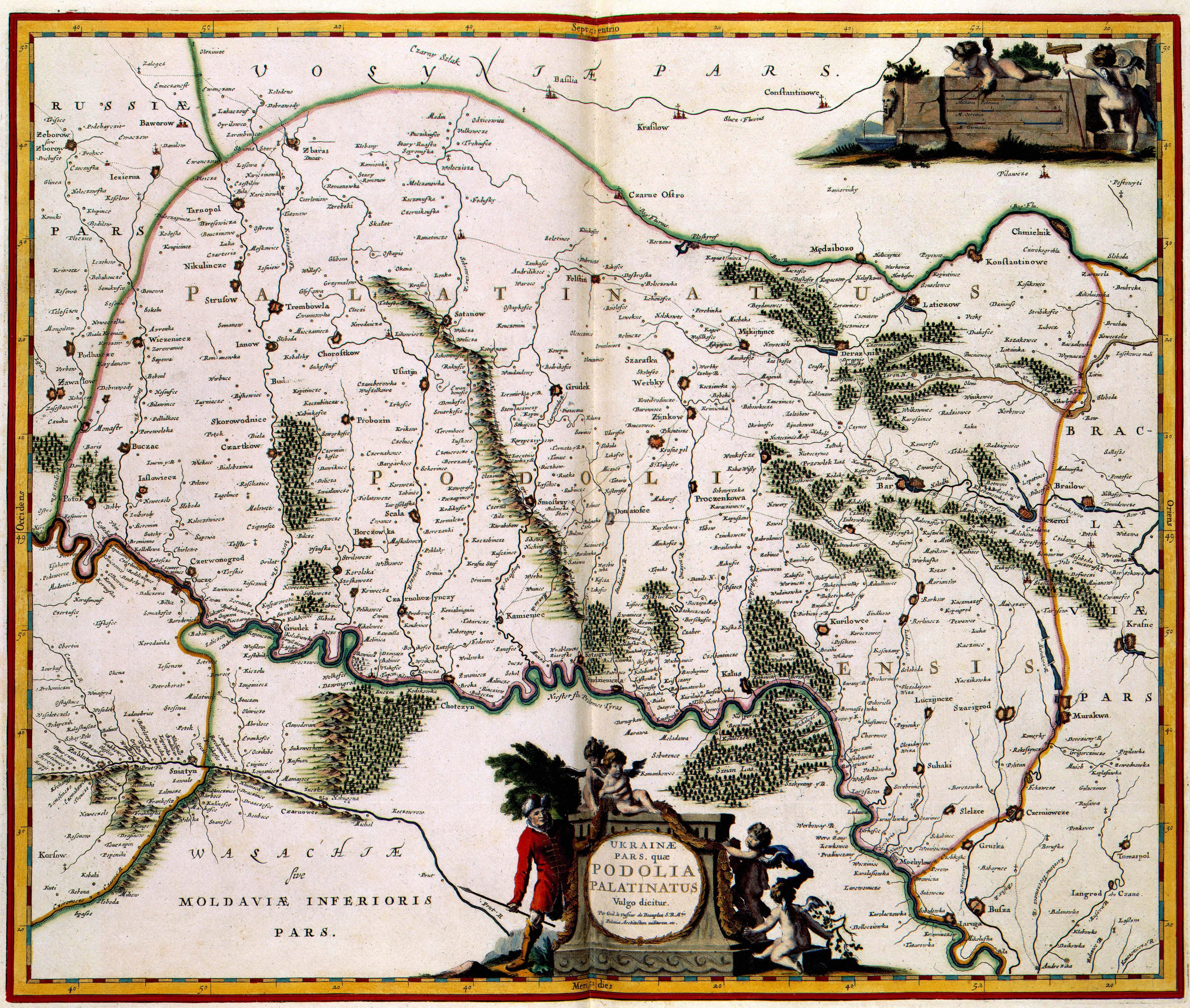
Мапа Поділля, 1648

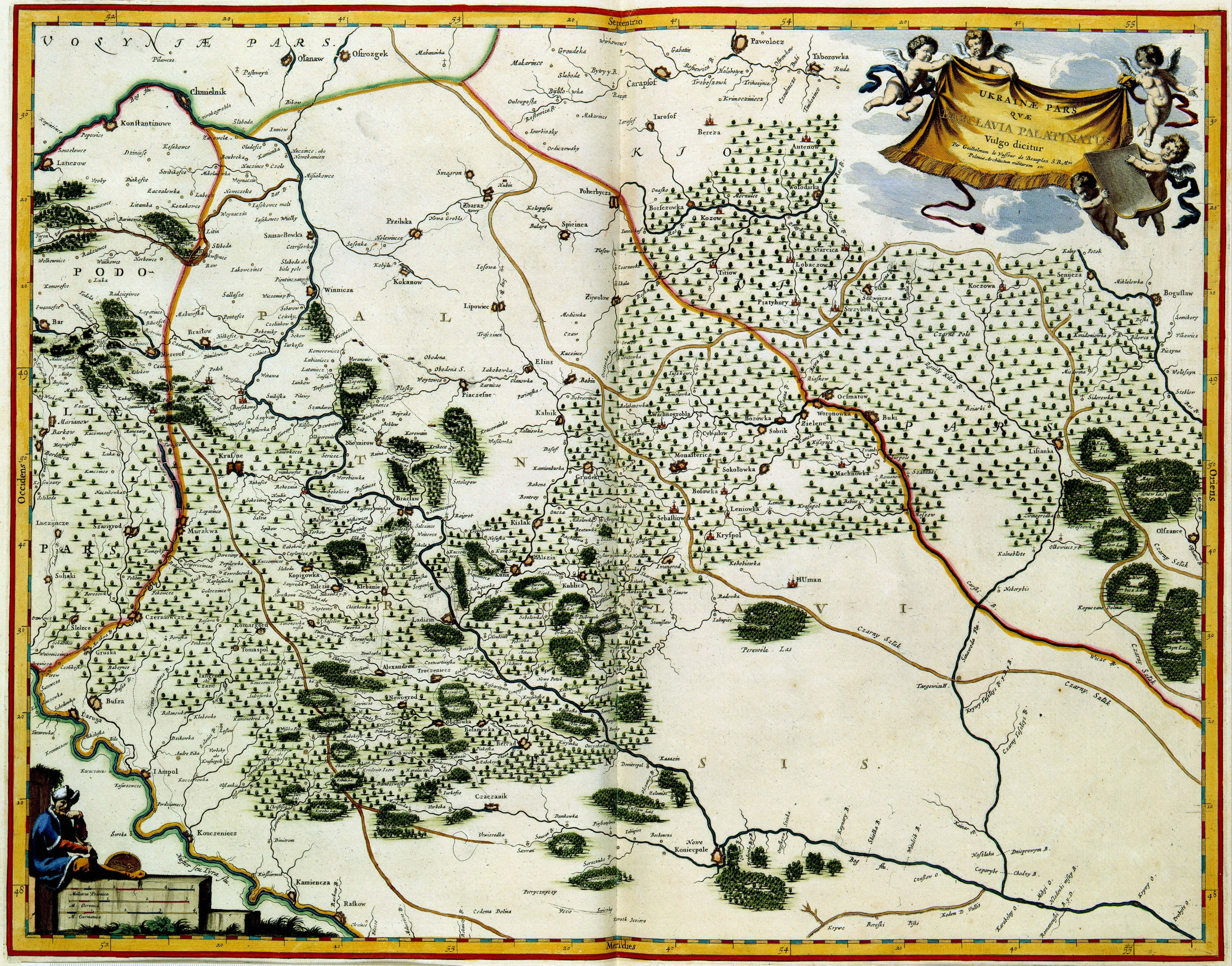
Мапа Поділля 1648. Брацлавщина

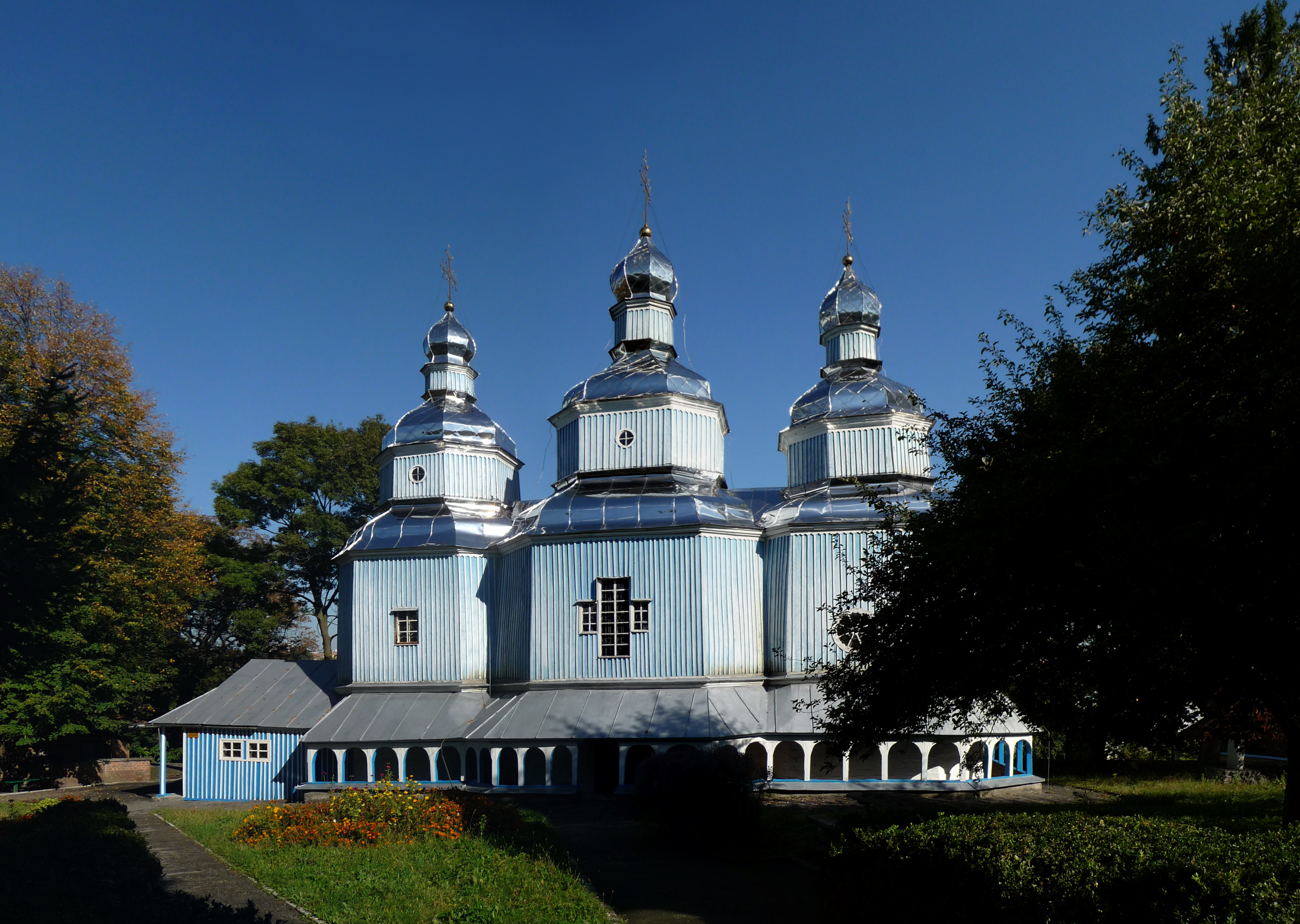
Миколаївська церква у Вінниці

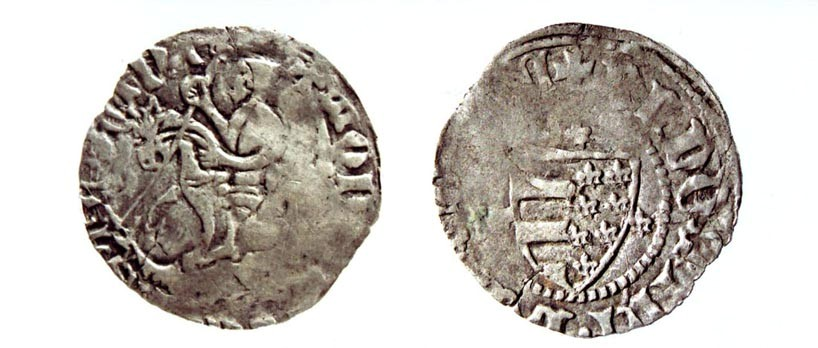
Подільський полугрошик

Поді́лля, рідше Поді́льська земля́, Пони́ззя, Подністро́в'я, Побужжя — історико-географічна область України, яка має велику історію, наприклад, Болохівська Земля, Терабовлянське князівство, Подільське князівство та інше. Охоплює територію сучасних Тернопільської (південь, схід), Хмельницької (без північної смуги), Вінницької, північні райони Одеської областей, а також невеликі прилеглі території Житомирської, Черкаської, Миколаївської, Кіровоградської та Київської областей. До Подільської землі також належить північне Придністров'я.

## Географія Поділля
Подільська платформа піднята на 300—400 м над рівнем моря. Вона має два узгір'я: Гологірсько-Кременецьке, що починається від Гологорів в місті Бібрка Перемишлянського району Львівської області і тягнеться через Кременеччину до Шумська (окремими відрогами заходить у Білогірський район); і невисокі гори Медобори (Подільські товтри), що починаються від смт Підкамінь Бродівського району Львівської області, проходять крізь Тернопільську та Хмельницьку області по діагоналі стосовно річок Серет, Збруч, Смотрич та закінчуються вздовж річки Мурафа на заході Вінницької області. Подільська платформа лежить між басейнами річок, які впадають в Чорне та Балтійське моря. Цей вододіл проходить приблизно через село Плугів Золочівського району Львівської області. Поділля розчленоване багатьма ярами та каньйонами приток Дністра: Золотої Липи, Коропця, Серета, Стрипи, Збруча, Ушиці, Лядави, Немиї, Калюса, Мурафи.
Поділля займає басейн межиріччя Південного Бугу і лівих приток Дністра на Подільській височині на Українському кристалічному щиті в природній зоні лісостепу. Тут розташований Волино-Подільський тектонічний блок.
Виділяють окремі частини — Західне Поділля (Подільське воєводство), Східне Поділля (Брацлавщина), Опілля і Побережжя (пол. Pobereże) — історична область в південній частині колишньої Брацлавщини.
Побережжя розташоване між річками Ягорлик і Мурафа у межиріччі Дністра і Південного Бугу, досягало кордонів Кримського ханства. Головні міста — Балта, Гайсин, Тульчин, Богопіль. Північною частиною Побережжя володів рід Потоцьких (палац у Тульчині), а південною — рід Конецпольських (маєток Кінецьпіль Новий).

### Поділля на географічних картах

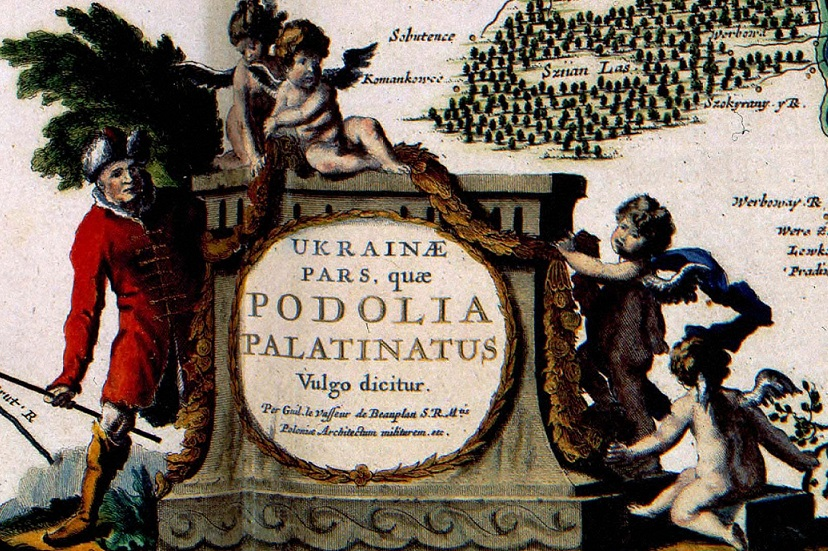
У назві карти написано Подільське воєводство, частина України

Микола Кузанський (нім. Nicolaus Krebs, Nikolaus von Kues, Chrifftz, лат. Nicolaus Cusanus; 1401—1464), німецький теолог, католицький кардинал, склав близько 1460 р. рукописну мапу Середньої Європи, яка не збереглася в оригіналі. Карта була гравійована на міді в місті Ейхштедте у 1491 р. На мапі вперше позначено регіон Поділля (Podolia).
1507 р. Бернард Ваповський на початку XVI ст. працював разом із картографом Марко Беневентано над картою Центральної Європи — «Tabula Moderna Polonie, Ungarie, Boemie, Germanie, Lithuanie». Надрукована ця мапа була в Римському виданні «Географії» Птолемея. Правобережна Україна позначена як Поділля (Podolia) та Русь (Rusia), Лівобережна Україна — як Тартарія (Tartaria).
1507-й, Йоханнес Рюйш. Карта «Uniuersalior cogniti orbis tabula ex recentibus confecta obseruationi» (Універсальна карта світу з відомими і новими спостереженнями) опублікована в Римському виданні «Географії» Птолемея. Йоханнес Рюйш подає ширше уявлення про світ, ніж Фра Мауро (середина 15 ст.), оскільки вже подає дані про відкриття португальських та іспанських мореплавців. Територія України — Русь (RVSSIA), Поділля (PODOLIA).
1513-й, Мартін Вальдземюллер назву Сарматія прийняв для визначення України, Польщі, Угорщини, Волощини та Пруссії (карта «Tabula Moderna Sarmatie, Eur, Sive, Hungarie, Polonie, Russie, Prussie, Et, Vvalachie»). Землі теперішньої Росії позначені як Біла Русь, або Московія (Mosckovia). Українські землі — Rvssia (Русь) та Podolіa (Поділля)..
1522-й, Лоренц Фріз. Карта «Tabula nova Polonia, Ungariae, & Russiǽ» (Нова карта Польщі, Угорщини та Русі), яка була поміщена в Страсбурському виданні, є поєднанням картографії Птолемея з новими політико-географічними даними епохи. Західна Україна позначена як Русь (Russia), центральноукраїнські землі — Поділля (Podolia)..
1525-й, Баттіста Агнесе підготував ранні карти Московії, які були зроблені на основі розповідей посла Московії Дмитра Герасимова. На карті Московії українські землі — PODOLIA (Поділля)...
1540-й, Себастьян Мюнстер (з 1568 р. нова редакція) видає карту «POLONIA ET VNGARIA XV NOVA TABVLA» (Нова карта Польщі та Угорщини). Вперше ця карта була надрукована в «Географії» Птолемея (редакція Себастьяна Мюнстера). На цій карті чи не вперше подані регіональні назви українських земель: Rvssia (Русь) зі Львовом (Leopol), Podolia (Поділля), Volhinia (Волинь), Pokutze (Покуття), Codimia (Кодимія), Bessarabia (Бессарабія), Tartaria minor (Мала Татарія), Tartaria Przecopen[sis] (Перекопська Татарія) (останні дві території належать до Північного Причорномор'я і Криму). Показано сусідів українських історико-географічних регіонів — Молдову (Mvldavia), Трансільванію (Transilvania), Волощину (Valachia) тощо.
1554-й, Герард Меркатор. Карта «Європа…». На мапі українські землі представлені тільки Поділлям (Podolia). Частина Поділля — Codimia (Кодимія).
1570-й, Андрій Пограбка (Andreas Pograbius, Andrzej Pograbski, Andrea Pograbio). Карта «Partis Sarmatiae Europae, quae Sigismundo Augusto regi Poloniae potentissimo subiacet nova descriptio» (Частини Європейської Сарматії…). З українських земель виділено «Русь, відома як Роксоланія» (Rvssia, А Ptol Roxolania), Поділля (Podolia), Волинь (Volhinia) та Кодимію (Codimia).
1587-й, Герард Меркатор і його син Румольд. Карта світу «Orbis terrae compendiosa descriptio quam ex magna universali Cerardi Mercatoris… M.D.LXXXVII». Опублікована в «Atlas sive Cosmographicae Meditationes de Fabrica Mundi et Fabricati Figura» (1596 р.). Українські землі позначені як Поділля (Podolia).
1605-й, Віллем Янсзон Блау. Карта «Nova Totius Terrarum Orbis Geographica Ac Hydrographica Tabula auct Guiljelmo Blaeuw». Українські землі представлені Поділлям (Podolia).

## Історія Поділля

### Стародавня історія
На Поділлі люди жили з давніх-давен. Відомо, що в цьому регіоні існували середньодністровські стоянки палеоліту Лука Врублевецька та ін. (Ашельська культура), Яруга і Суботівка (Могилів-Подільський район), Сокіл (Кам'янець-Подільський район), Касперівці, Більче-Золоте (Молодовська культура, Мустьєрська культура).
Також представлені Солютрейська культура, Оріньяцька культура, Мадленська культура, Анетівська культура. У мезоліті — Кукрецька культура.
У неоліті існували Буго-Дністровська культура 6500-4750 рр. до н. е., культура лінійно-стрічкової кераміки 5500-4900 роках до н. е., Лендельська культура (середина 4 — середина 3 тисячоріч до Р. Х.). В енеоліті (мідна доба) почався демографічний вибух у часи розселення до-індоєвропейських племен — культурної спільноти Кукутень-Трипілля. Трипільці між 4000-2500 роками до н. е. розбудували між Дніпром і Дністром найбільші за розмірами поселення в Європі; їх протоміста могли мати площу 100—450 га, 1500—2700 будинків і до 25 тис. жителів. Також на Поділлі зафіксовані — Культура шнурової кераміки, культура кулястих амфор, культура лійчастого посуду, комарівська культура, білогрудівська культура.
У 12-8 ст. до н. е. край населяли носії чорноліської культури, які на півдні Поділля межували із кімерійцями. Скіфське панування в українських степах 650—200 роки до н. е. Плем'я скіфів на Поділлі — ймовірно катіари [Архівовано 9 квітня 2015 у Wayback Machine.]. Скіфські археологічні групи — західноподільська (зокрема городище Григорівка) і побузька.
Компіляції Плінія Старшого (Naturalis Historia)[24]
IV, 88 «Від Тафр вглиб материка займають авхати, в їхніх землях починається Гіпаніс (річка Бог)…»;

Калюська «кам'яна баба»
Іванковецькі скіфські «кам'яні баби».
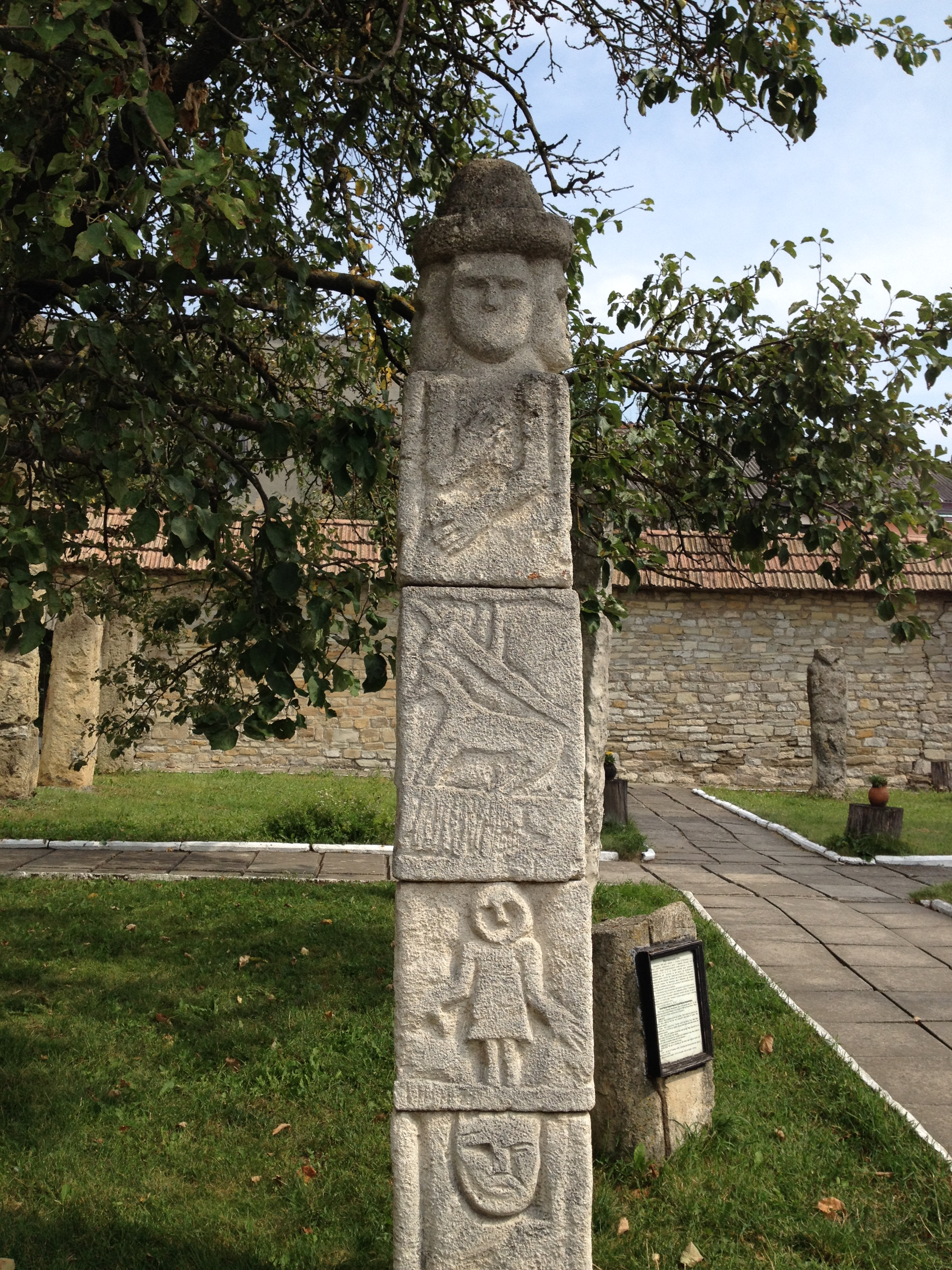
Збруцький «ідол»
Трипільська кераміка

### Сарматська доба
Геродот (бл. 484—425 рр. до н. е.) вперше згадує споріднених зі скіфами кочових племен — сарматів; період з III ст. до н. е. по IV ст. н. е. в історії України має назву «сарматська доба», а так звана Європейська Сарматія займала територію між Доном і Віслою.
На півдні Поділля межувало із Північною Дакією.
На картах Римської імперії 125 р. народ який населяв верхів′я Пд. Бугу називають навари (лат. navari) — зарубинецька культура (2 ст. до н. е. — 2 ст.), Черняхівська культура (1-5 ст.), місцями вельбарська культура. По середній течії Дністра — бастарни (bastarnae), тут знайдено різні пам'ятки — сарматські, пшеворська культура, липицька культура. На північ від Дністра (Thiras) у верхів'ї — плем'я тірагети (Тираґетія).
В істориків цього періоду зустрічається назва племені — peucini (певкіни) і Peuce mons, г. Певке (від грецького «Соснова»), за широтою тотожна із Овруцьким кряжем, макс. висота 317 м.
В 3 кн. Географії Клавдія Птолемея, написаній в період 130—170 рр., міститься список міст — «Вище Тіра коло Дакії: Карродун (Carrodunus) 49°30'сх.д. − 48°40' пн.ш., Метоній (Metonius) 51° − 48°30', Клепідава (Clepidaua) 52°30' − 48°40', Вібантаварій (Uibantauarius) 53°10' − 48°40' Еракт (Eractus) 53°30' − 48°40'».
Нижній поворот Дністра 53° − 48°30', біля нього — Вібантаварій (Рудковецьке городище), Еракт — в районі с. Кукавка. Тоді Клепідава припадає на Гуменці (поблизу Кам'янця), Метоній — Мельниця-Подільська, Карродун повинен знаходитись біля другого повороту Дністра, тобто район с. Касперівці. Два з них містять в своєму імені деякі етнічні вказівки: Клепідава вказує на гетів або даків, Карродун — на кельтів. Так як ця остання народність давно вже зникла на цій території, то звідси можна зробити висновок про давність виникнення цього міста. Що стосується до локалізації цих п'яти міст, то само собою зрозуміло, що тільки археологічні знахідки можуть вивести питання зі сфери пропозицій і ворожінь на ґрунт фактичної достовірності.
Деяку ймовірність цим припущенням могли б дати знахідки римських монет. З трьох названих пунктів є цього роду дані тільки щодо Чорнобиля, де в 1879 р. був знайдений скарб римських монет часу Антонінів (Антонович. Археол. карта Київської губернії. — М., 1895. — С. 5.). Непряме підтвердження того, що торговий оборот того часу захопив басейн Прип'яті, можна бачити в монетних знахідках, зроблених на території Волині.

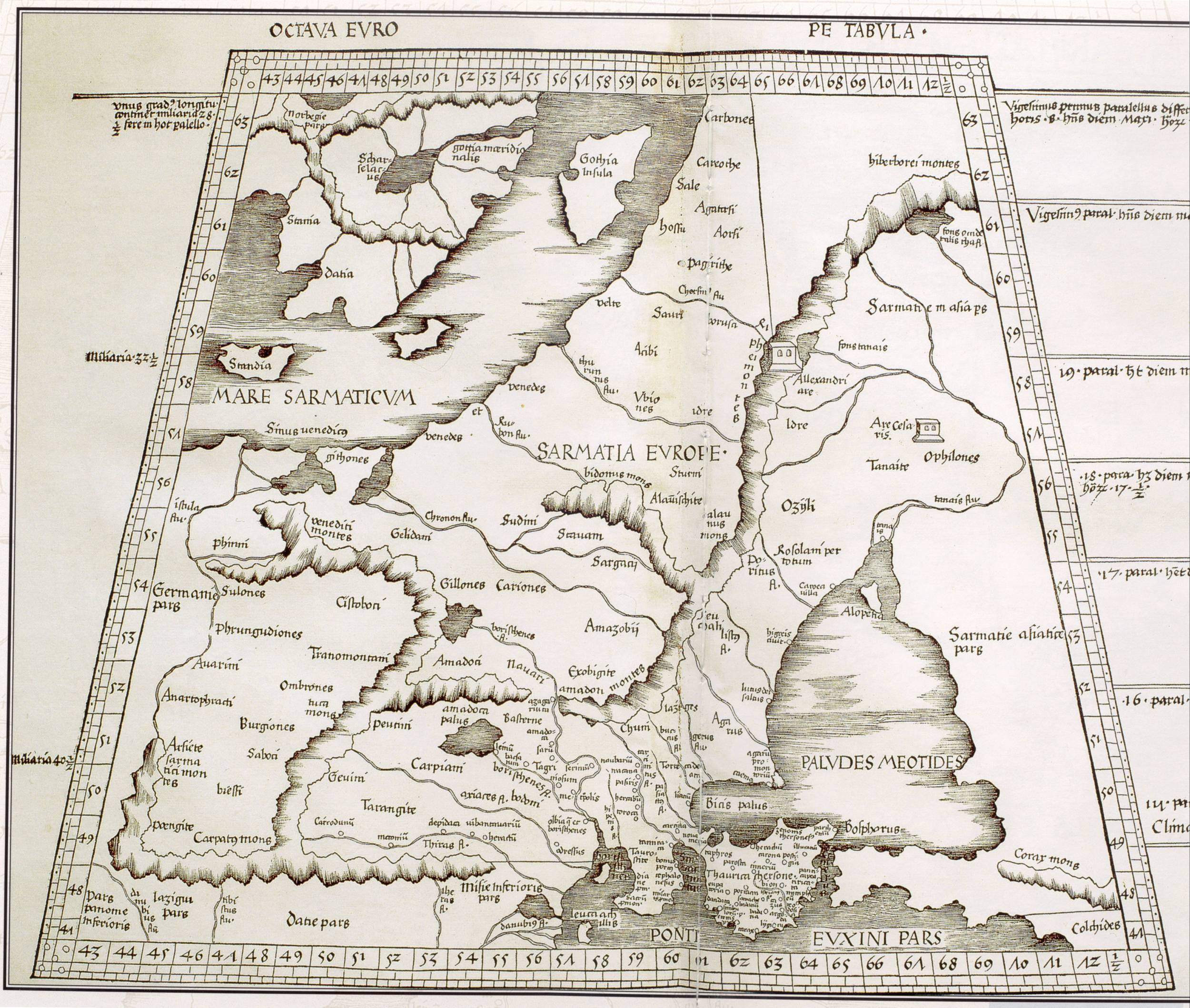
Сарматія Європейська

Дійсно на карті Птолемея гори «tura mons» — Подільські Товтри.
Між Бугом і Дніпром — Метрополіс 56°30' − 49°30' , який судячи із назви, був одним із найважливіших міст. Зараз йому відповідає Городище з координатами 49°18' пн.ш. 31°27' сх.д., як видно, широти в Птолемея досить точні, а по довготі різниця близько 25°.
Зібрані проф. Антоновичем дані намічають напрям скарбів римських монет через Волинь від верхів'їв Бугу до Горині і потім за течією цієї річки. Це свідчить про активні торговельні зв'язки древнього Поділля із римськими провінціями Дакія (міста Напока і Апулум) і Мала Скіфія (міста Троезміс і Новіодунум). Місця, де були знайдені римські монети.
- Заславський повіт: Білгородка — скарб, який укладав 52 римських динарії від Гальби до Коммода;
- Брикуля — два римських динарії республіканського часу, прізвище Марція, і імп. Гети.
- Острозький повіт: Юфковци — кілька римських монет.
- Кременецький повіт: Антонівці — в 1860 р. знайдено кілька римських монет.
- Дубенський повіт: Майдан — динарій Веспасіана;
- Листвин — 3 динарії Антоніна Пія; Червоне — римська монета часу республіки з ім'ям: Caius Norbanus;
- Мала Мощаниця — динарій Адріана.
- Рівненський повіт: Аристов — кілька монет Антоніна Пія;
- Олександрія (на Горині, як і подальші місцевості) — динарій Антоніна Пія;
- Бечень — в 1890 р. знайдено великий скарб римських монет від Адріана до Коммода;
- Рубче — 7 римських монет часу Антонінів;
- Хотин — кілька фунтів римських монет знайдено в 1888 р., З них вціліло кілька примірників з іменем Марка Аврелія;
- Казимирка — часто знаходяться римські монети.

У верхній течії Случа в Новоград-Волинському повіті є відомості про випадкові знахідки: Черниця — в 1880 р. скарб з 339 римських монет; Олександрівка — в 1890 р. 90 римських монет I—II ст.; Настасівка — в обвалі берега в 1873 р. знайшли 20 срібних монет Траяна. На притоці Случа Церем — Городище — кількасот римських монет. Такий район монетних знахідок у Волинській губернії. Досить одного погляду на карту, щоб визнати тут сліди торгових шляхів, що сполучали басейн Дністра з плином Прип'яті.
З початку III ст. активізуються християнські місіонери (найближчою до Поділля була Скіфська єпархія), а оскільки мовою проповідників була грецька, вони називали місцевий народ скіфи-орачі, трохи пізніше в історичних документах того часу з'являється вже назва анти (Пеньківська культура 5-7 ст.). (див.Прабатьківщина слов'ян)
У IV столітті на картах Сарматія зникає, замість неї географи зображають Імперію гунів або Імперію Аттіли, яка існувала у 370—469 рр.
Яскравий слід сарматів у історії вплинув на появу «сарматизму».

### Поділля у складі тюркських держав
В V ст. Поділля входить до складу гунської держави, відомої як Імперія Аттіли. Гуни під супроводом Аттіли розбили готів, яких очолював король Атанаріх і прогнали їх з Поділля. Каган гунів Аттіла увійшов в український фольклор у образі князя Гатила.
З 651 року на Поділлі кочували авари, а після 650 року булгари та хозари.

### Русь Подільська
Із VI століття тут знаходилось князівство уличів, потім Болохівська земля. Подільська земля мала підданство Святославу Ігоревичу, а далі його нащадкам. Кордони Русі Подільської були до Чорного моря.
Поділля (колишнє Подольная земля, Русь Дольная, Пониззя) — історико-географічна область, розташована між Південним Бугом і Дністром. Територія Поділля — дольна, тобто являє собою місцевість, розташовану нижче відносно Покуття і Прикарпаття. Ця територія входила до складу Галицького князівства і в літописі XIII ст. зустрічається під назвою «Русь Дольная, Понизье». Слово пониззя утворене від давньоруського низ, преф. по- та суф. -є. Східна частина Пониззя, розташована у верхів'ї Південного Бугу і його приток, була відома в той час під назвою Побужжя. У другій половині XIV ст., після монголо-татарського нашестя, за територією Пониззя закріпилася давня літописна назва — Поділля.
На Поділлі знаходилось Теребовлянське Князівство із князями Ростиславовичами
Баварський географ наводить такі назви племен — «20)Busani, Бужани мають 231 місто.
21) Sittici, Шиттиці — [область], багато народів і добре укріплених міст.
22) Stadici, Штадиці — [область], 516 міст і незчисленний народ.
23) Sebbirozi, Шеббироси — 90 міст, (існує версія знаходження на півночі Поділля).
24) Unlizi, Уличі 318 міст.
25) Neriuani, Нерівани 78 міст,
26) Attorozi, Аттороси 148 міст, народ дуже лютий» — частина науковців трактує назву як «тиверці»
За палеографічними даними рукопис «Баварського географа» впевнено відносять до IX століття. За історичними даними, пов'язаним з описами племен, згаданих в списку, дослідники датують список часом від 817 до 840-х років.
На Поділлі було Терабовлянське Князівство Після батька князівство отримав молодший з його синів [Василько Ростиславич]], мабуть, у 1084 році. Василько Ростиславич розгорнув посилену колонізацію на південний схід Теребовлянського князівства тюркським елементом ([]берендеї]], торки й печеніги) й освоїв Пониззя та захистив його від кочовиків; водночас зросло значення Галича.Рішенням Любецького з'їзду князів 1097 року Теребовлянське князівство було закріплене за Васильком як спадкове володіння. Того ж року київський князь Святополк II Ізяславич [полонив та осліпив Василька, спробувавши відібрати в нього князівство, проте Володар добився звільнення брата, а в 1099 році
У битві на Рожному полі війська Василька і Володаря розгромили Святополка. Рішеннями Витичівського з'їзду князів 1100 року Василька позбавили Теребовлянського князівства, проте Ростиславичі не підкорилися цьому несправедливому рішенню.
По смерті Василька у 1124 році в Теребовлі княжили його нащадки. Того ж року відокремилось Галицьке князівство. У 1141 році тут утвердився Володимирко Володарович, який одночасно вокняжився в Галичі, і Теребовлянське князівство остаточно увійшло до складу Галицького. На початку 13 ст.
Уже в першій половині XII ст. була спроба галицьких князів хоч і не вдала, утвердитися в Побожжі, (захоплення Прилука)
Уже в першій пол. XIII ст. Побожжя бачимо під владою галицько-волинських князів: близько 1230 р. Романовичі розпоряджаються
Межибожжям, як своєю волостю. Однак утвердитися їм тут не вдалося; головною перешкодою були автономні устремління населення, які особливо проявились в XIII ст. На Пониззі ці симптоми виявились у XII ст., у тому сприянні, яке населення надавало Іванові Берладнику, а в частині території Побожжя, у першій половині XIII ст. з'являється болохівський рух. На Пониззі він проявився в союзі із татарами Мілея Бакотського. Побожжя в 1250 р. виступає в ряду земель, які відмовились від влади галицько-волинських князів і підкорювались татарам.
В середині XII століття Поділля належало до Червоної (Галицької) Русі.
Іпатіївський літопис повідомляє, що в 1240 році галицький боярин Доброслав Судич захопив Пониззя із головним містом Бакотою. Також згадуються в літописах міста Ушиця (біля Старої Ушиці), Калюс.
1241 року спалахнуло повстання на Пониззі. Після цього міста Болохівщини були поруйновані військом Галицько-Волинського князівства, каральні експедиції продовжувались до 1257 р.. Іпатіївський літопис повідомляє, що 1257 р. після крем'янецької ж війни хана Куремси Данило Романович здійняв війну проти татар. Порадившись з братом Васильком і з сином Левом, послав він воєводу Діонісія Павловича і взяв город Меджибіж. А потім Данилові таки люди і Василькові пустошили Болохів, а Львові — Побожжя і людей татарських. У відповідь татари провели похід на чолі з Бурундаєм, щоб вибити галичан з Болохівщини. Термін «Поділля», тотожний із «Пониззям», вказує на історичний зв'язок території з «гірською країною» Подністров'я галицького.
У перших давньоруських літописах 1196 Кам'янець описаний як одне з міст Галицько-Волинського князівства. У XII—XIII століттях Кам'янець-Подільський був великим торговим центром.
У 1240 році Поділля увійшло до складу Золотої Орди. Подоляни визнали право ординців збирати з міста щорічну данину, і Золота Орда почала правити життям Поділля за допомогою баскаків і виборних місцевих отаманів.
У другій половині XIII століття був створений Подільський улус, який ділився на тумени (округи). Кам'янець був адміністративним центром Кам'янецького тумена. Керували Подільським улусом три брати, «отчичі і дідичі Подільської землі» Кутлубуг (Котлубей), Хачібей (Кочубей) і Дмитро.
Активний розвиток краю, будівництво укріплених замків почалися після завоювання Ольгердом, великим князем литовським, найпізніше 1362 р., у результаті якого земля увійшла до складу Великого князівства Литовсько-Руського з центром у Вільно.
Первісними осередками Поділля стали Смотрич і Кам'янець-Подільський. У Галицько-Волинському літописі ця територія відома під назвою «Пониззя».
Уперше назва «Поділля» вживається у документах XIV століття. Історики та етнографи поділяють Поділля на Східне і Західне.
Є аргументована думка: на початку 1320-х років як результат чергового наступу орди на Галицько-Волинське князівство південна Бессарабія (між Прутом та Дністром північніше Дунаю) та Галицьке Пониззя ввійшли до складу Золотої Орди, утворивши Подільську землю.
До 1340-х років землі Поділля перебували під контролем перекопських татарських ханів. Територія була поділена на тьми, на яких сиділи отамани (вільні від сплати податків), що платили данину перекопським ханам. Після ліквідації улусу Ногая сарайськими ханами (1299) Поділля ненадовго повернулося під контроль галицько-волинських князів, але після смерті Льва II та Андрія Юрійовичів (1323) і вокняжіння в Галичі Юрія II Тройденовича влада Орди відновилася. Номінально все ще залежний від Золотої Орди, Кам'янець стає об'єктом політичних інтересів відразу двох держав — Польщі та Литви.
М. Грушевський стверджував, що Поділля (Подільська земля) була новотвором, появилось внаслідок відлучення від давньої Теребовельської землі Королівства Руси, частину якої — Теребовельщину — захопив король Польщі Казимир III та приєднав до Галичини у 1349 році.

### Подільське князівство

Корогва подільських полків на Ґрюнвальдській битві.

Герб Подільського воєводства.

У першій половині 1360-х формується «Подільське князівство» на чолі з князями Коріятовичами, деякі з них на той час були позбавлені Ольгердом і Кейстутом батьківської спадщини. 1362 року Великий Литовський князь Ольгерд разом з братами Коріятовичами та іншими литовсько-руськими князями вирушив походом проти татарських ханів: Кочубея, Котлубея, Дмитрія Солтана і Бекера і одержав перемогу у битві біля річки Синюхи в степу (на межі теперішнього Поділля). Забрав у них Торговицю, Білу Церкву, Звенигород. Всі країни руські з Поділлям надав Коріятовичам, які відбудували тут замки в Бакоті, Смотричі, Кам'янці, пізніше Брацлаві, Вінниці, Меджибожі, Хмільнику, Теребовлі. З кінця XIV століття  — у складі Литовсько-Руської держави.
За даними літописів, весною 1393 року князь Вітовт пішов на Поділля походом, але через сутичку ще й із київським князем Володимиром відклав похід на осінь. Князь Федір Коріятович покликав на допомогу угорських князів і волохів, а сам виїхав до Угорщини, певне, за новою допомогою. Вітовт за час відсутності Федора Коріятовича восени 1393 взяв подільські «городи» (також воєводу Нестака), поставив своїх старост. Грушевський датував захоплення Поділля Вітовтом восени 1393 чи 1394 року через відсутність джерел. В. Михайловський вказує 1394-й останнім роком правління князя Федора Коріятовича, з чим погоджується Мирон Капраль. Оскільки 1385 року тоді ще великий князь литовський Ягайло підписав з Польським королівством договір, відомий як Кревська унія, а Вітовт 1392 року (Острівська угода) визнав себе васалом Ягайла, то поляки вважали ці землі своїми.
За даними русько-литовського літопису, після того, як Вітовт захопив Поділля, Ягайло попросив ці землі собі. Вітовт продав західну частину (Кам'янець, Смотрич, Скалу, Бакоту, Червоногрод тощо) за 40 тис. гривень чи кіп, а східну залишив собі. Ягайло заставив свою частину за 20 000 Спиткові з Мельштина.
Грамотою від 13 червня 1395 Ягайло надав Західне Поділля «на вічність» (лат. plene iure ducali) краківському воєводі Спиткові Мельштинському, а Вінницю, Меджибіж та Бозьк (Божськ) залишив собі, Брацлав, Крем'янець, Сокілець, Хмільник відійшли до Литви, намісником був Петро Гаштовт.
1394 рік став початком «сорокалітньої війни» (1394—1434 рр.) між Литвою та Польщею за Поділля, у якій найпослідовнішим супротивником Польщі виступав брат Ягайла — литовський князь Свидригайло.
Після того, як Спитко з Мельштина пропав безвісти під час битви на Ворсклі у 1399 році, Ягайло не захотів залишати Поділля в руках його вдови та віддав край князю Свидригайлові (підписувався з серпня 1400 лат. Dei gratia dux Podolie) з умовою, що замки він міг надавати в управління тільки полякам, щоб не втратити можливість потім приєднати Поділля як провінцію до Корони. Це надання не зовсім задовольнило Свидригайла, який готувався до подальшої боротьби, причому, опираючись в основному на русинів та литвинів, інколи отримував прихильників і серед поляків.
На початку 1402 року Свидригайло вирушив до Пруссії, де уклав угоду. Ягайло наказав відібрати Поділля від бунтаря, однак несподівано зіткнувся з опором старост (навіть поляків). Але через деякий час вони вислали до короля послів з заявою про визнання покори. Для посилення контролю над ситуацією Ягайло виїхав на Поділля (в серпні був у Кам'янці, потім у Червоногроді).
1411 року Вітовт отримав від Ягайла Поділля, краєм до смерті великого князя Литви керували його старости (намісники).

### Розподіл князівства між Польщею і Литвою

Горішне (Західне) Поділля або Паланка Кам'янецька (зверху) і Долішне Поділля (знизу)

1430 року на Поділля здійснило похід польське військо. Проти польського панування вибухнуло Бакотське повстання 1431—1434. Після його придушення територія Західного Поділля з містами Кам'янець-Подільський, Смотрич, Бакота, Скала відійшла до Польщі.
1431 року Свидригайло зазнав поразки, відбувся поділ Подільського князівства, західне Поділля відходить до Польщі. 1432 року Поділля увійшло до складу Великого князівства Руського[джерело?].
Сигізмунд Кейстутович у грамоті від 15 жовтня 1432, підтвердженій підписами князів і панів, його прихильників (за взірець взяли грамоту Витовта 1401 р.), приймаючи від польського короля Ягайла титул великого князя литовського, визнавав за ним і його наступниками, зокрема, зверхність над ВКЛ, відступав Польщі Подільську землю, також спірні волинські прикордонні округи з центрами в містах Олесько, Ратне, Ветли, Лопатин.
1434 року на Західному Поділлі було запроваджено польський адміністративно-територіальний устрій, утворено Подільське воєводство (адміністративний центр — Кам'янець), яке складалося з Кам'янецького, Летичівського і
Червоногородського повітів. Подільська шляхта отримала однакові права з шляхтою польською (східне Поділля залишилось у складі Великого князівства Литовського).
На захоплених землях існувала посада подільський староста. Зокрема, подільськими старостами були Пйотр Поляк, Теодорик Бучацький Язловецький.
1469 року «царик Маняк» напав на Поділля, також Волинь, Київщину.
1474 рік — перекопські татари сплюндрували все Поділля, попаливши міста, залишивши після себе пустки; забрали в ясир 100 000 осіб, з яких до Кафи дійшло тільки 30 000. 1480 — татари з турками сплюндрували Поділля і Волинь. 1484 рік — татари через Хотин напали на Поділля. 1475 року на пйотркувському сеймі укладена угода послати до Русі послів, щоб всі замки склали присягу польському королеві.
Між 1493 і 1530 роками татари 12 разів наїжджали на Поділля, з них напади 1498 і 1516 років були найжахливішими. Тоді були повністю спалені Збараж (1474), Вишнівець (1512), Зіньків (1524). 1497 року татари з волохами напали 2 рази на Поділля, вони попалили всі міста на Дністрі, зокрема Галич, Дрогобич, також Сокаль.

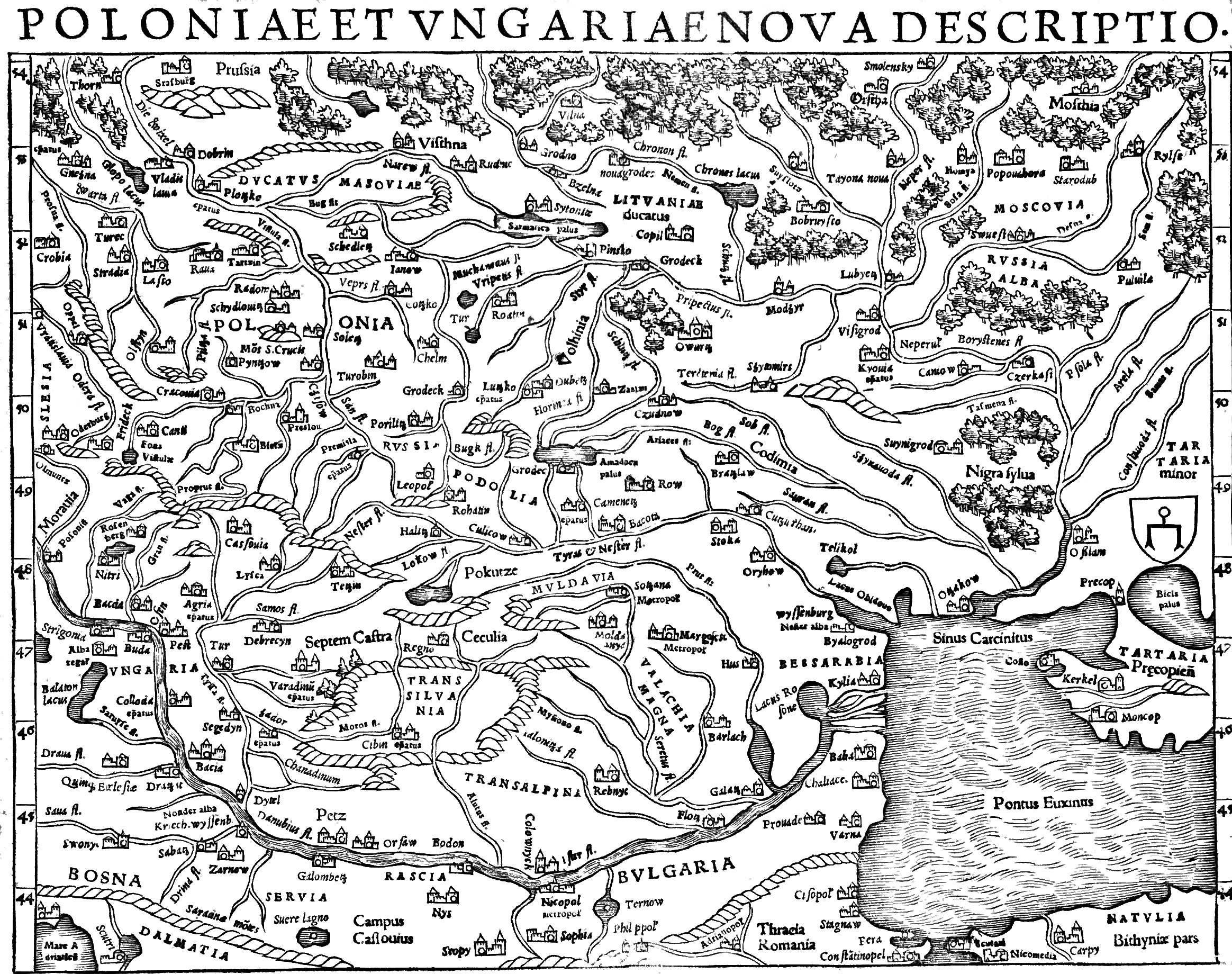
Поділля на мапі 1554

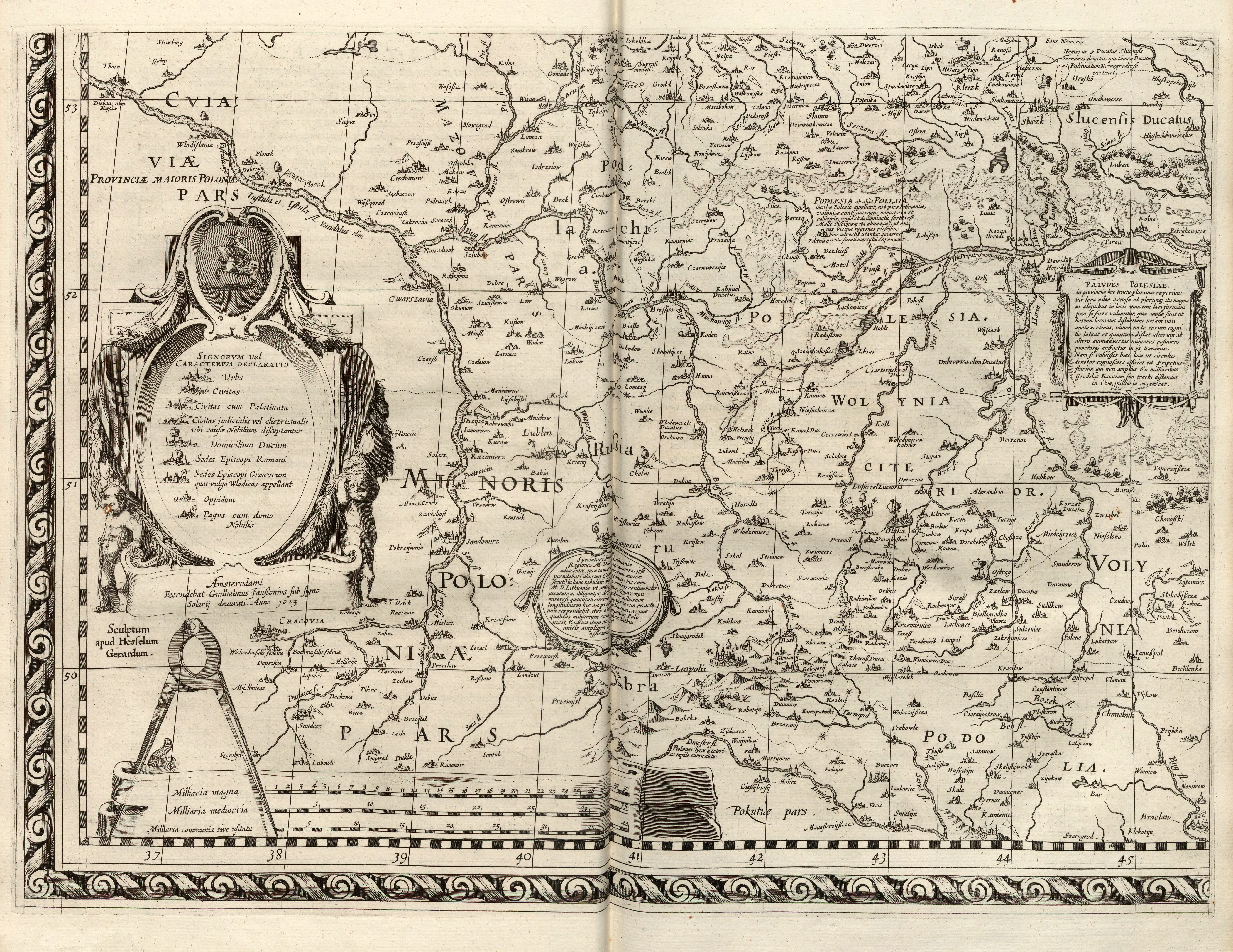
Поділля на мапі 1613

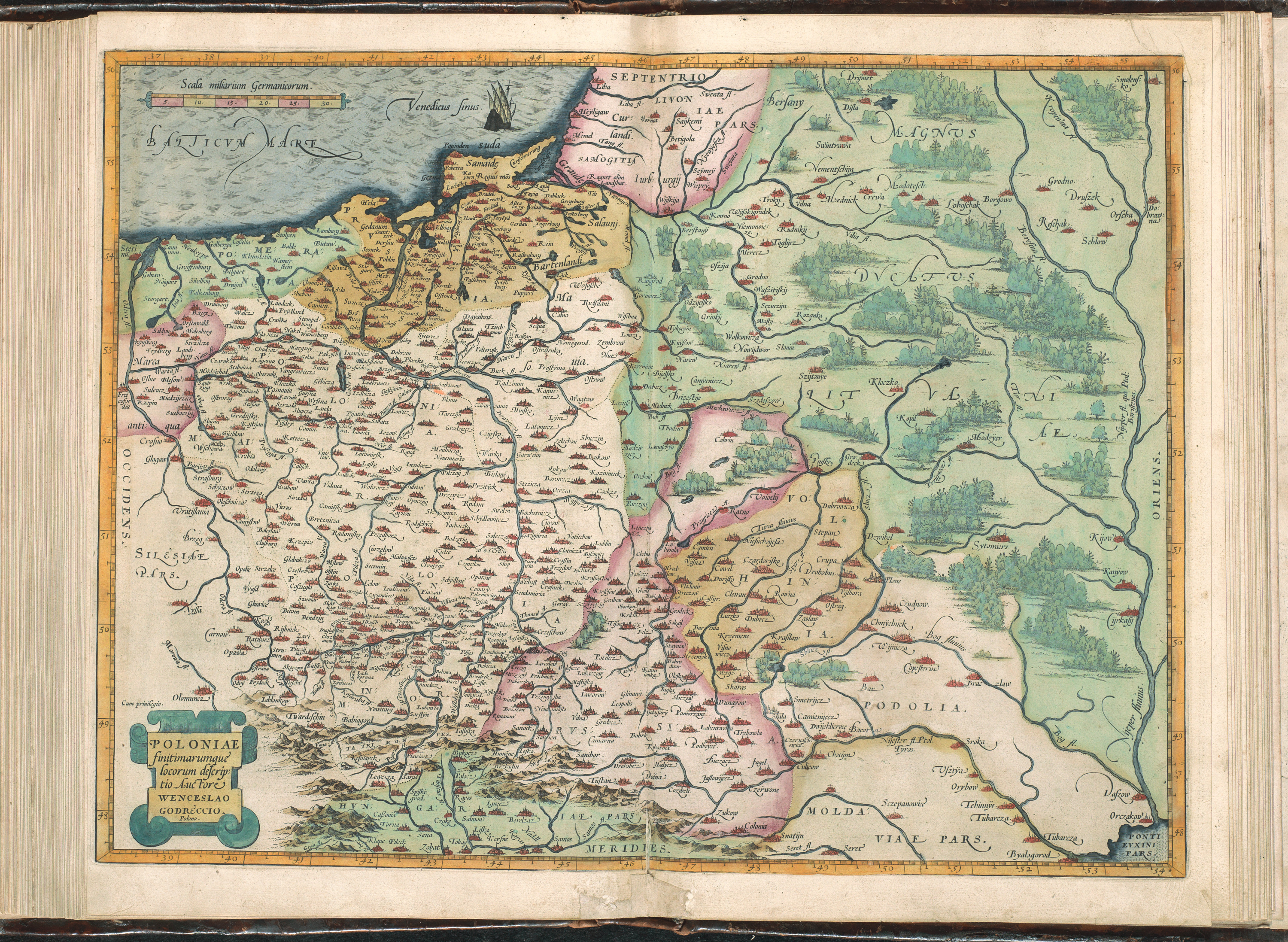
Поділля. Атлас Ортеліуса, с.81, 1584 р.

1533 рік — прибуття до Рівського замку королеви Бони із сином Сиґізмундом II Авґустом. 1538 року було створене Барське староство.

### У складі Речі Посполитої
24 травня 1569 року литовські магнати склали присягу Короні Польській. Слідом було оголошено про приєднання до Польського королівства Київського і Брацлавського воєводств. Під Литвою залишилися тільки північно-західні руські землі: Берестейщина і Пінщина.
28 червня 1569 року була підписана Люблінська унія. 1 липня 1569 року посли Великого князівства Литовського та окремо депутати польського сейму підписали акт про унію. Вона завершила процес об'єднання двох держав, що розпочався з укладення Кревської унії 1385 року.
У середині XV століття автономія Східного Поділля була скасована і в 1566 році утворено Брацлавське воєводство, що включало Брацлавський, Вінницький і Звенигородський повіти. Адміністративним центром до 1598 року був Брацлав, згодом — Вінниця (див. також Брацлавщина).
Після Люблінської унії 1569 року територія Східного і Західного Поділля перебувала у складі Речі Посполитої. Ці землі зазнавали великих руйнувань і спустошень внаслідок набігів орд кримських і османських Чорним і Кучманським шляхами.
1576 рік — татари з турками сплюндрували Поділля, Волинь, Червону Русь, тоді старих людей усіх вбивали, а молодь та жінок брали в ясир. Тоді було взято 85 000 осіб, а також коней, овець, 100 тис. шат золота і срібла. Лише у другій половині XV ст. на Поділля було вчинено не менше 33 нападів, а у XVI ст. — 35. Протягом XV—XVI ст. на Поділлі відбувалися національно-визвольні повстання, серед яких наймасштабнішими були рухи під проводом Мухи, Северина Наливайка тощо.

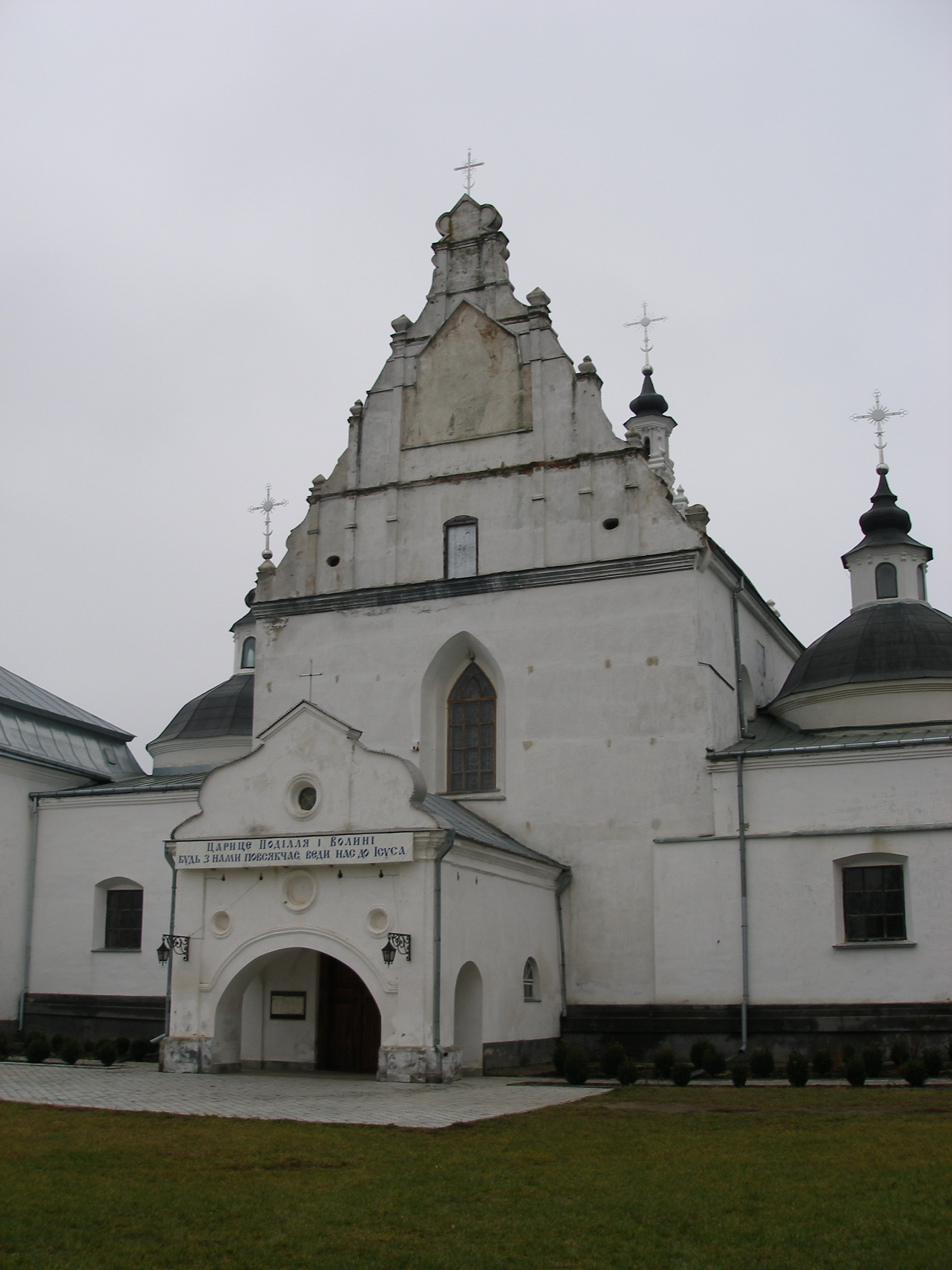
Домініканський костел в Летичеві, 1606 p.

У ході національно-визвольної війни українського народу під проводом Богдана Хмельницького 1648—1657 років на Поділлі поширився полково-сотенний устрій. На Східному Поділлі утворено Могилівський, Брацлавський (22 сотні) і Кальницький (пізніше Вінницький; 19 сотень) полки. За Андрусівським перемир'ям 1667 року Поділля залишилося у складі Речі Посполитої.
У 1672 році за сприяння Петра Дорошенка, на Поділля вторгнулося військо Османської імперії; за Бучацьким договором Міхала Корибута Вишневецького частина Поділля з Кам'янцем відійшла до Османської імперії. Кордон поділяв м. Бучач на дві частини. На завойованій території турки утворили Подільський еялет з центром у Кам'янці. В цей час подільські землі були спустошені, населення з західного та східного Поділля масово переселялося за Дніпро та Дністер. Завдяки політиці Петра Дорошенка подільські міста зазнали руйнування та занепаду, а Поділля знелюднення. Лише після Карловицького конгресу 1698—1699 років Поділля знову повернулося до складу Речі Посполитої.
У 1769—1770 роках протягом півтора року на Поділлі панувала моровиця.
У XVIII столітті на Поділлі відбуваються ряд виступів українського населення, повстання Палія (1702—1704), шириться гайдамацький рух, який переріс у Коліївщину а також Барська конфедерація (1768—1772).

### Старости генеральні подільські
- 1. Микола Потоцький (~ 1512 — 2.5.1572)
- 2. Ян Потоцький (~1551 — 22.4.1611). Загинув в битві під Смоленськом.
- 3. Якуб Потоцький (~1554 — 1613).
- 4. Валентій-Олександр Калиновський (? — 09.1620). Загинув в Цецорській битві. При переправі через р. Прут.
- 5. Стефан Потоцький (2.3.1568 — 5.3.1631 Золотий Потік)
- 6. Миколай Потоцький (~1593 — 20.11.1651)
- 7. Петро Потоцький (? — † до 22.5.1657)
- 8. Станіслав «Ревера» Потоцький (~1579 — 27.2.1667 Підгайці)
- 9. Мартин Контський (1636—1710)
- 10. Станіслав Котський (1685 — 11.1727)
- 11. Ян Тарло (1684 — 5.01.1750)
- 12. Август Олександр Чарторийський (9.11.1697, Варшава — 4.04.1782 Варшава)
- 14. Адам Казимир Чорторийський (1.12.1734 Гданськ — 19.03.1823 Сенява)

### Поділля під владою Австро-Угорщини та Росії
Внаслідок першого поділу Речі Посполитої частину Західного Поділля було приєднано до Австрії.
1772 — Червоногородський повіт Поділля по р. Збруч відійшов до Австрії.
У 1793 році землі Поділля приєднано до Російської імперії, було створено Брацлавське та Ізяславське намісництво, яке в 1795 р. поділено на два нових — Волинське і Подільське. Подільське намісництво складалось із 7 повітів і Брацлавське намісництво (9 повітів). Царським указом від 12 грудня 1796 року вони були об'єднані у Подільську губернію (1797) з центром у Кам'янець-Подільському.
У складі Подільської губернії перебували 12 повітів, У 1820—1830 рр. на Поділлі відбувалися селянські виступи під проводом Устима Кармалюка.

### Перша світова війна 1914—1918
Під час Першої світової війни Поділля стало тереном бойових дій армій країн Антанти і Четверного Союзу, внаслідок чого господарство і населення краю зазнало колосальних втрат.
У період Української Народної Республіки, згідно із законом про адміністративно-територіальний поділ України, ухваленого Українською Центральною Радою 6 березня 1918 до складу Подільської землі увійшли кам'янецький, проскурівський, ушицький, летичівський, більша частина могилівського і староконстянтинівського повітів (центр — м. Кам'янець), а до Брацлавщини — Вінницький, Брацлавський, частина Літинського, Липовецького, Могилівського та Ямпільського повітів (центр — Вінниця).
У 1917—1921 роках на землях Поділля відбувалися бої Армії Української Народної Республіки і Української Галицької Армії з військами чужоземних окупантів — більшовиками, денікінцями та польською армією. Поділля було останнім оплотом УНР, уряд якої 1919-20 рр. перебував у Вінниці, Проскурові і Кам'янець-Подільську. (Список столиць Української Народної Республіки).

### Новітня доба
Після поразки українських національно-визвольних змагань 1917—1921 частина земель Поділля увійшла до складу УРСР. На територіальній основі Східного і Західного Поділля існувала Подільська губернія (скасована постановою ВУЦВК від 3 червня 1925). 1932 року створено Вінницьку область, а 22 вересня 1937 — постановою ЦВК СРСР — Кам'яне́ць-Поді́льську з центром у місті Кам'янець-Подільський, і Житомирську області УРСР.
Частина Західного Поділля по річку Збруч у 1921—1939 роках входила до складу Польщі.
У результаті анексії територій Польщі і Румунії 1939—1940 рр. вся територія Поділля увійшла до складу УРСР.
У 1941—1944 роках територію Поділля було розділено між німецькими Генеральною губернією, генеральною округою Волинь-Поділля і генеральною округою Житомир та румунським губернаторством Трансністрія.
Сьогодні площа Поділля становить близько 61 тис. км²., чисельність населення — близько 4,6 млн чол.

## Культура

### Народний іконопис
Наприкінці XIX — на початку XX ст. була поширена традиція подільського народного домашнього іконостасу. Такі іконостаси писалися на полотні, а в довжину сягали до 5 метрів. В їхній палітрі переважають червоні, зелені і жовті барви, обличчя святих дещо видовжені, очі мигдалеподібні. Сюжети іконостасів присвячені святам і святим, які найбільше шанувалися в тій чи іншій родині. Зібрання подільських домашніх іконостасів є у Вінницькому художньому музеї, а також у Музеї української домашньої ікони, розташованому в Історико-культурному комплексі «Замок Радомисль».

## Архітектура
Монументальне будівництво на Поділлі, в XIV—XVII ст. мало осібний архітектурний характер відповідно до умов життя в цій прикордонній країні. В ці часи з'являються у містах і містечках оборонні замки з баштами, амбразурами, зубчастими стінами. Церковна архітектура Поділля тих часів також набирала оборонного характеру. Церкви та костьоли будувалися невеликі, з міцними мурами, баштами, амбразурами та стрільницями. Яскравим зразком такого церковного будівництва є мурована церква в м. Сутківцях. Успенська церква в м. Межибожі XVII ст. з дуже грубими мурами, має потайну кімнату в бані, хід до якої зроблено в стіні. Іванівська церква в Кам'янці мала міцну муровану дзвіницю-башту з амбразурами. Кам'янецький вірменський костьол мав теж потайну кімнату в бані і стрільниці в дзвіниці. Муровані синагоги в м. Сатанові і в м. Шаргороді мають вигляд невеликих замків.
Для Поділля типовою є триверха або одноверха дерев'яна церква з виваженими пропорціями. Характерною рисою подільських церков є вертикальна обшивка дошками, пофарбована на біло, ґонтовий верх, «опасання» та ґаночок при вході. Середній зруб завжди був домінуючим та вищим за бічні зруби. Церква розташовувалася посередині поселення та була обсаджена липами.

### Мурована архітектура

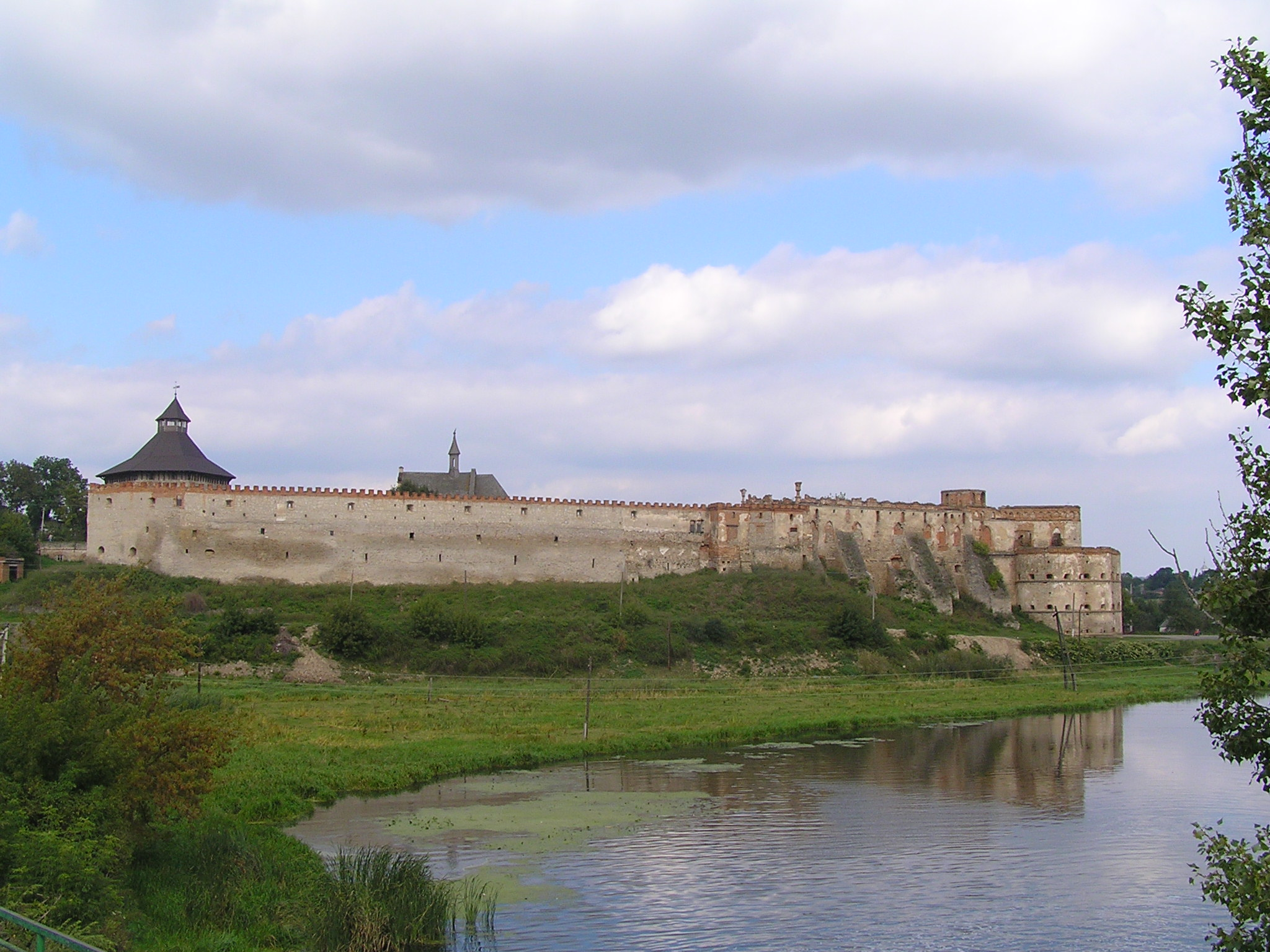
Замок в Меджибожі
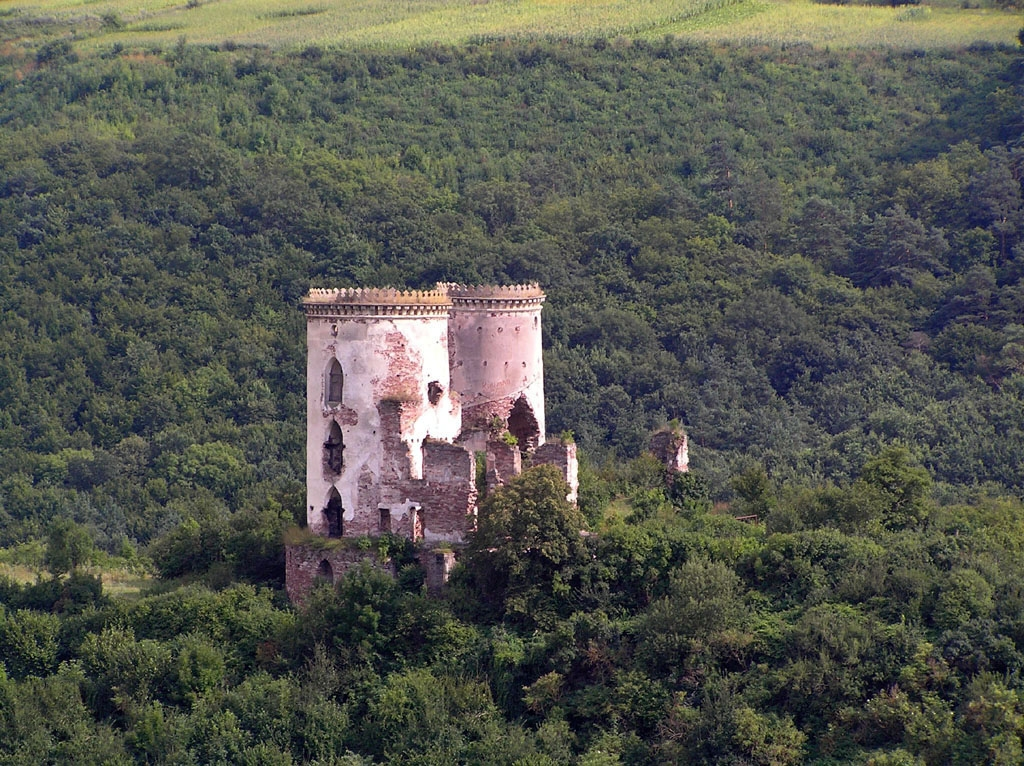
Червоногородський замок
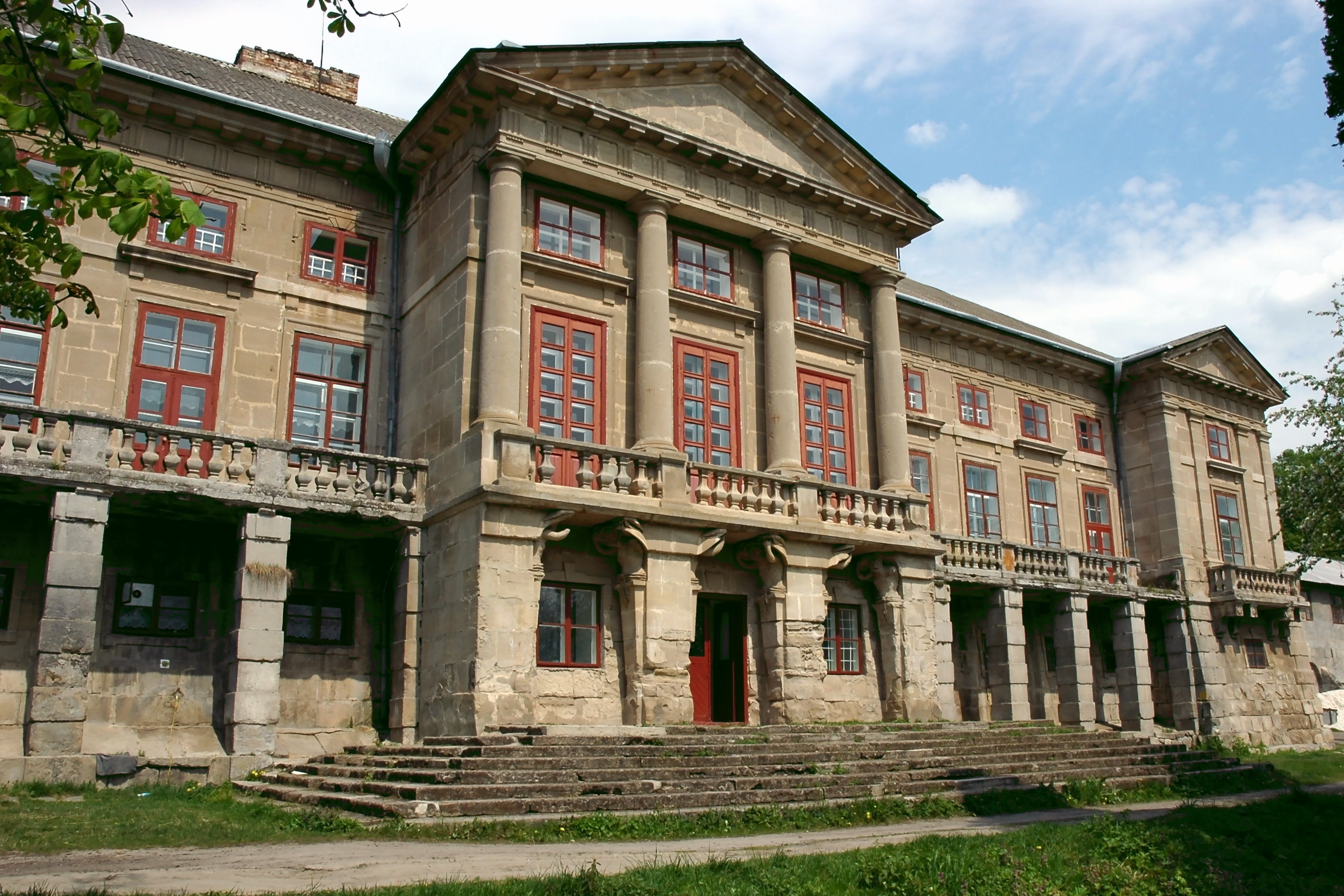
Палац Орловських в Маліївцях
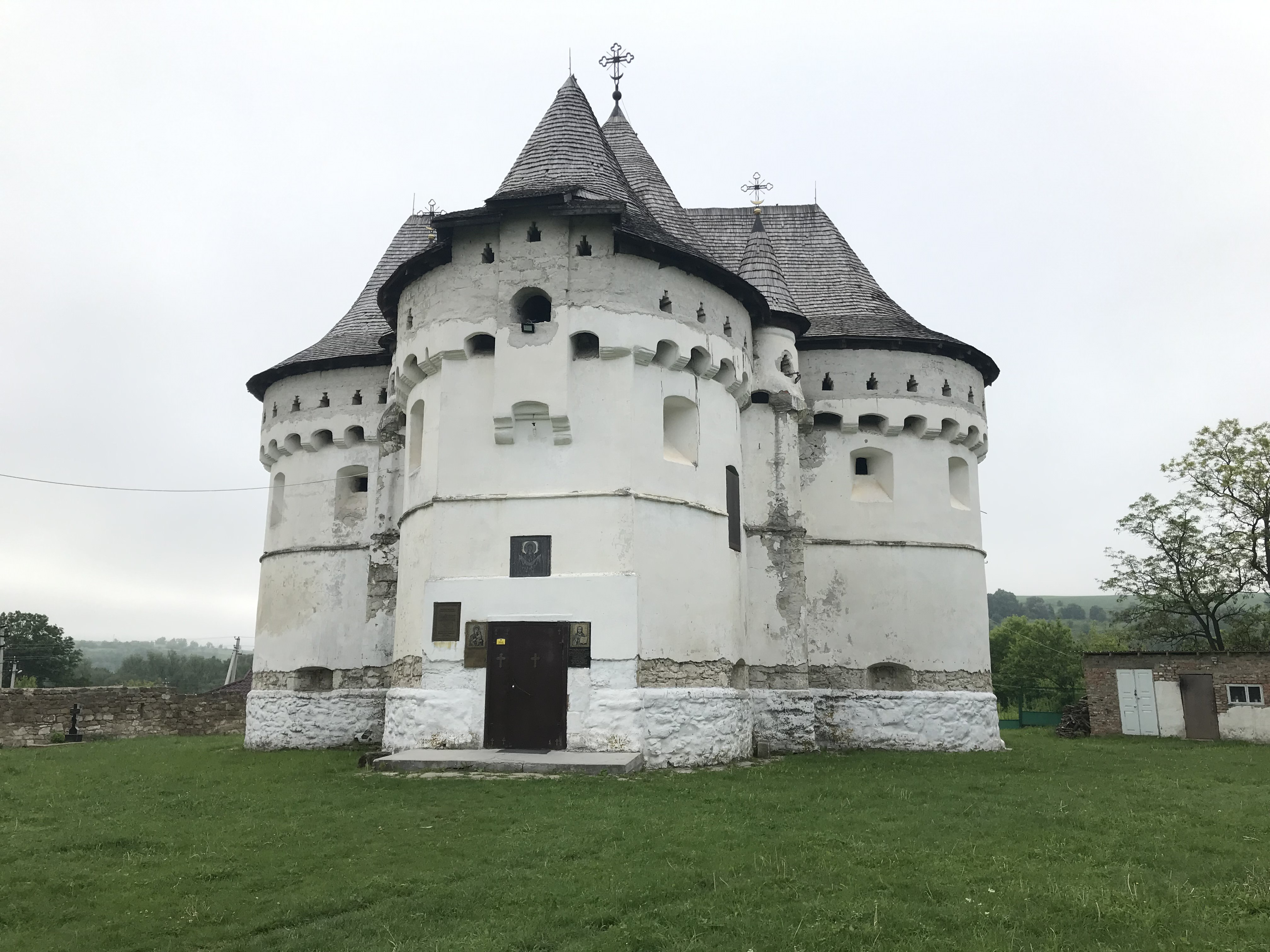
Церква Покрови в Сутківцях
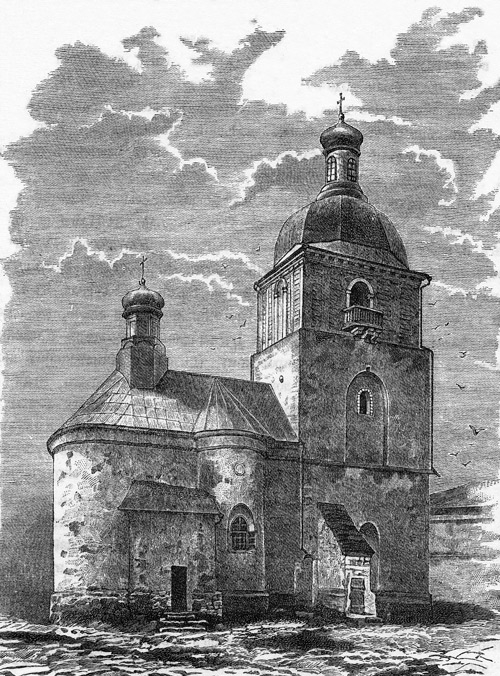
Іванівська церква в Кам'янці (зруйнована комуністами)
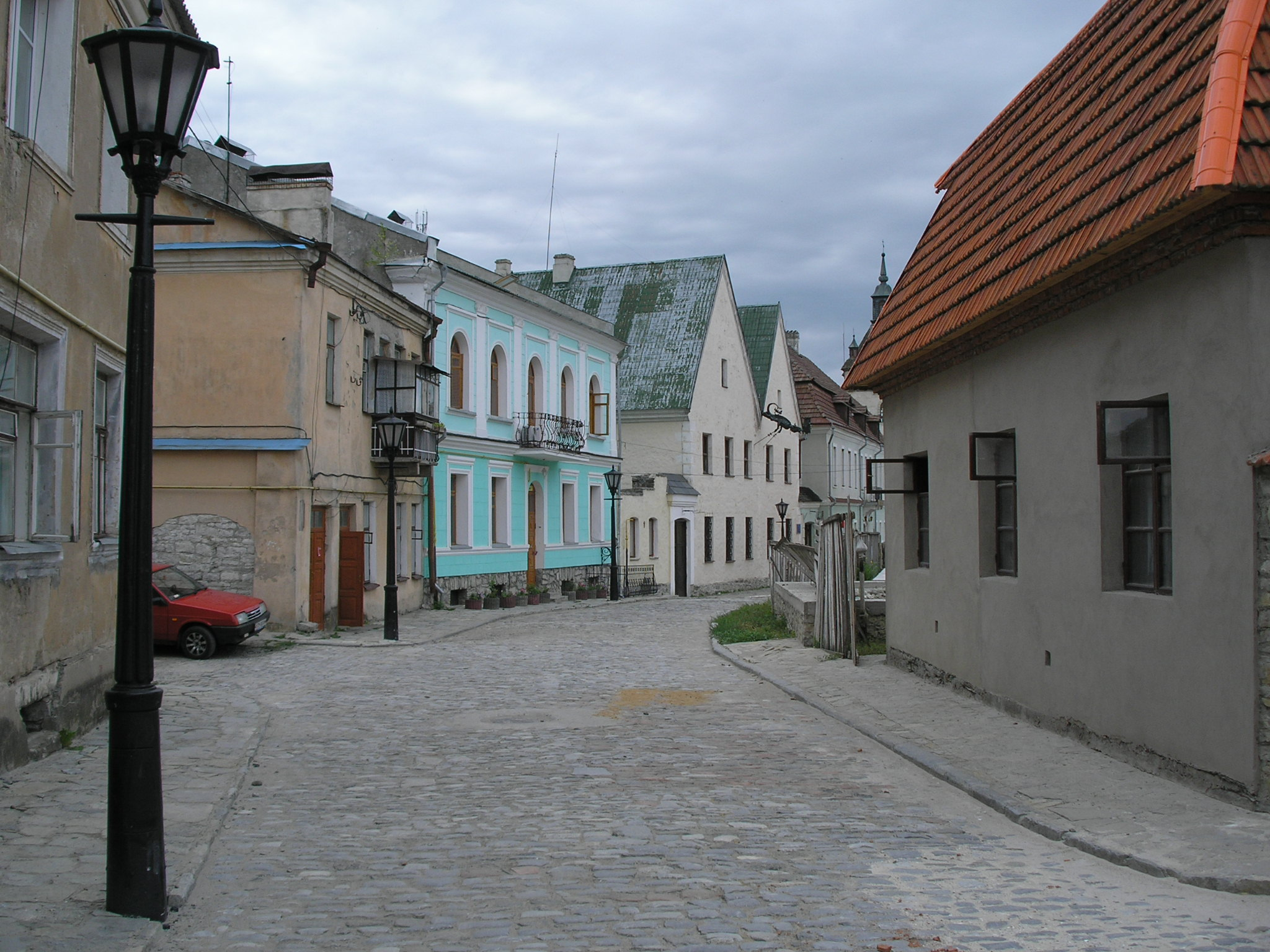
Вулиця П'ятницька  в Кам'янці-Подільському

### Дерев'яні церкви

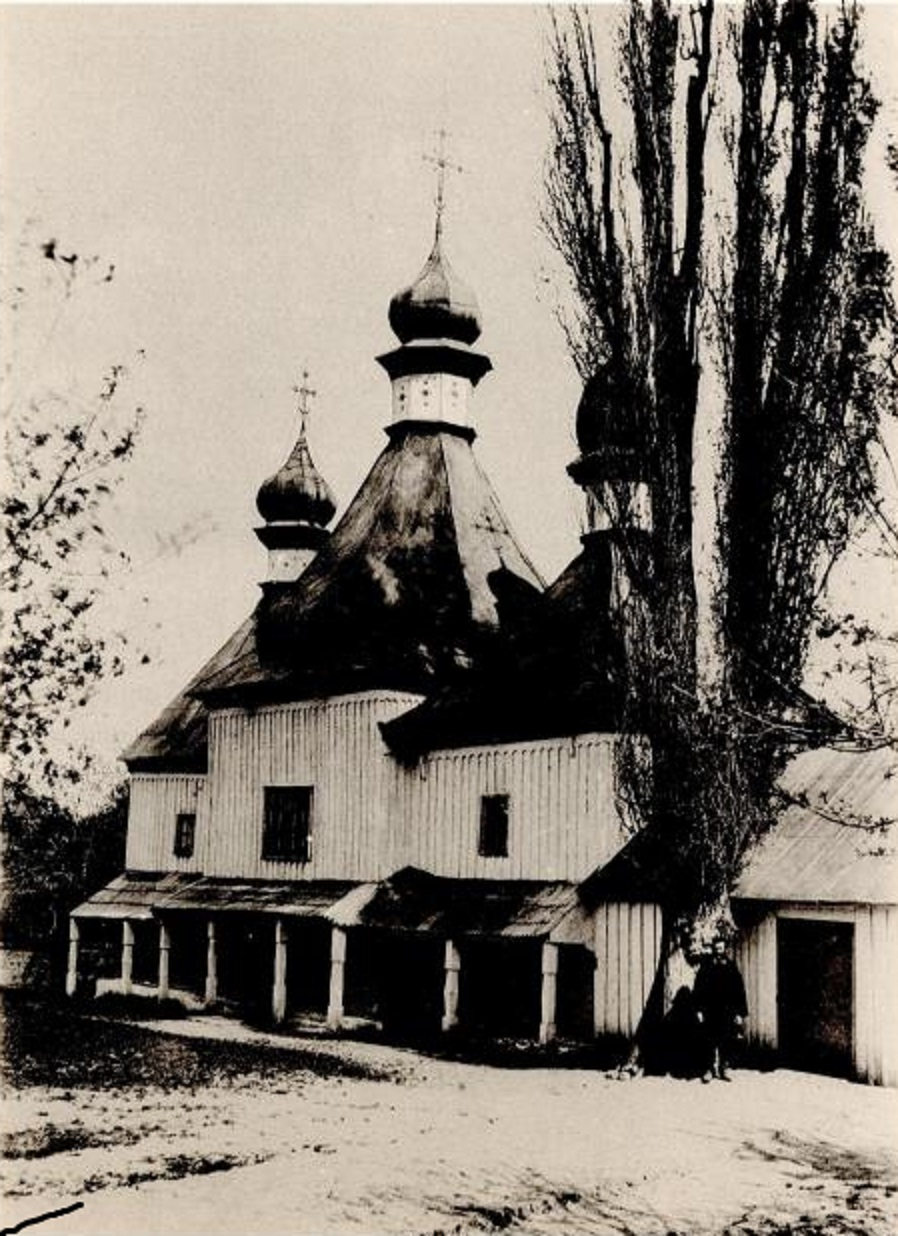
Георгіївська церква на Старих Хуторах (Вінниця) 1724
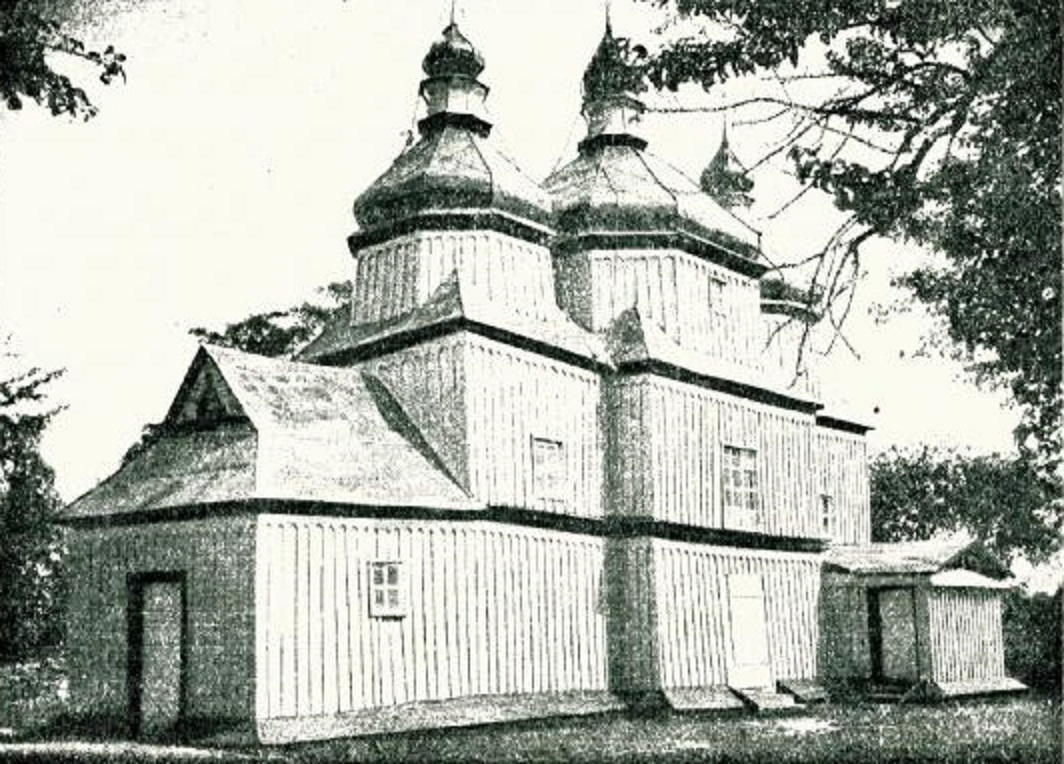
Іванобогословська церква на Малих Хуторах (Вінниця) 1783
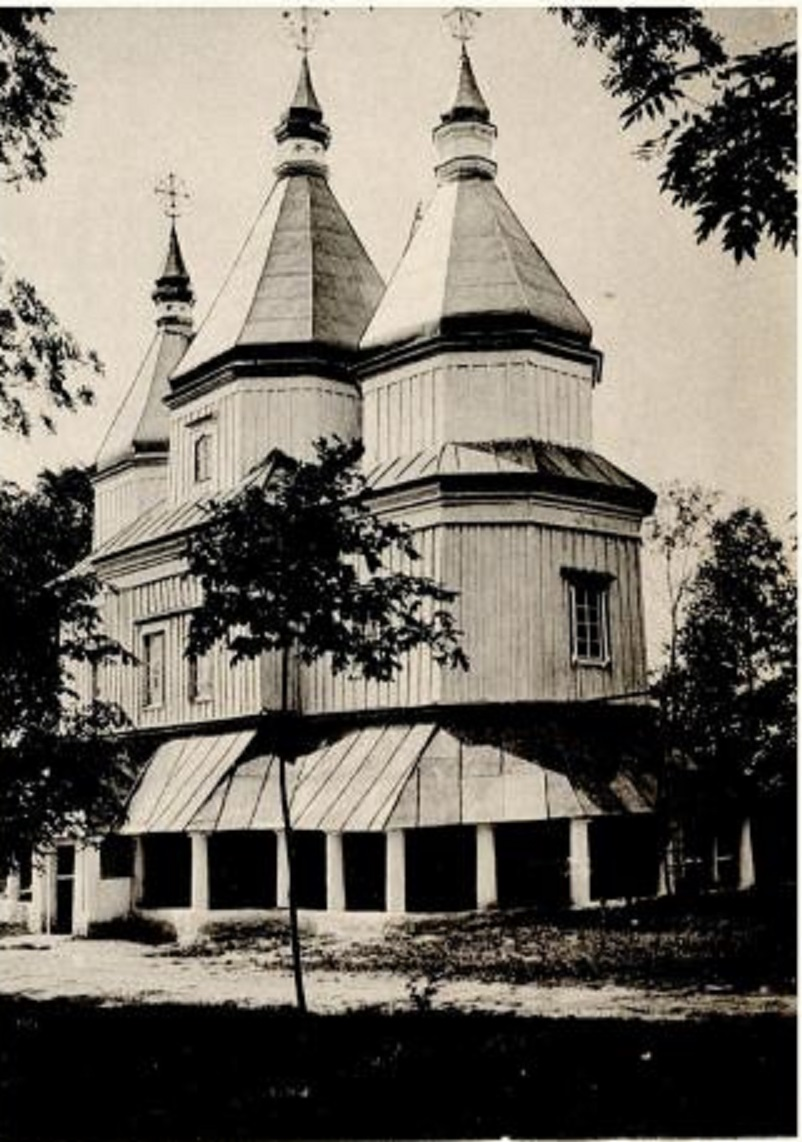
Успенська церква в Дашківцях 1768
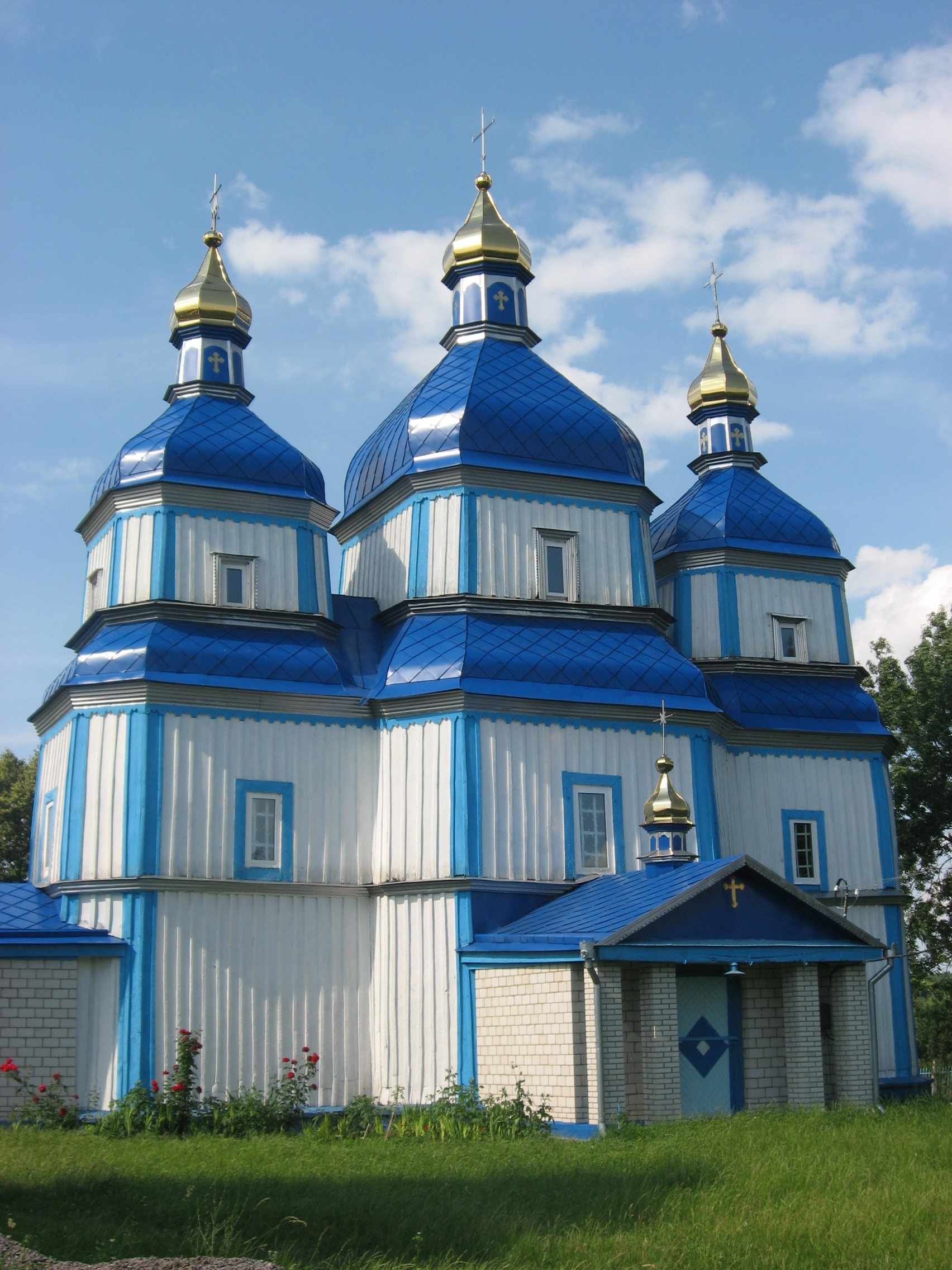
Церква Різдва Богородиці (1764 р. с. Печера)
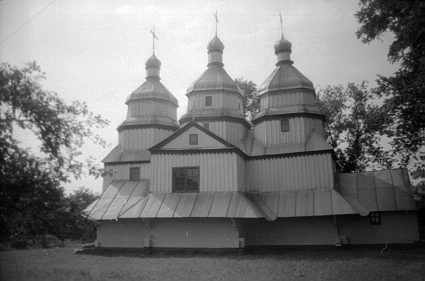
Немія, Могилів-Подільський

### Традиційна подільська архітектура вМузеї народної архітектури та побуту

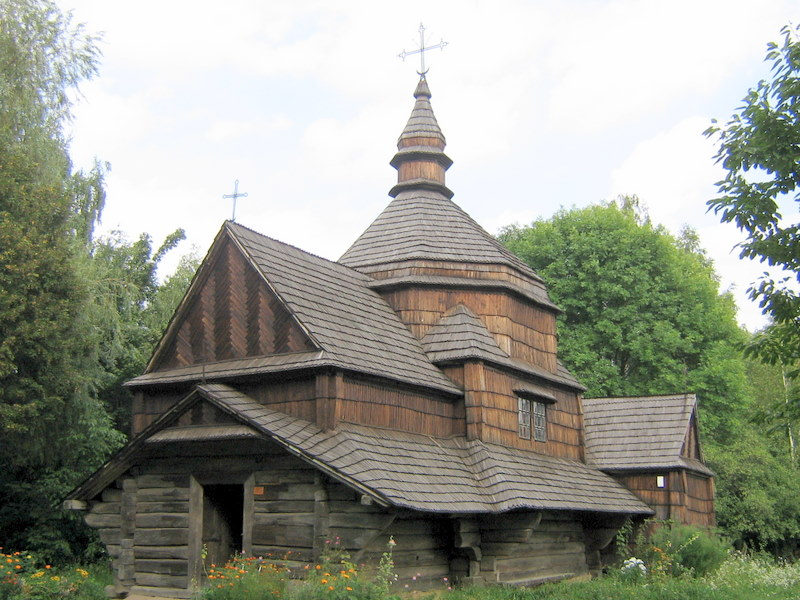
Церква Св.Миколая із села Зелене
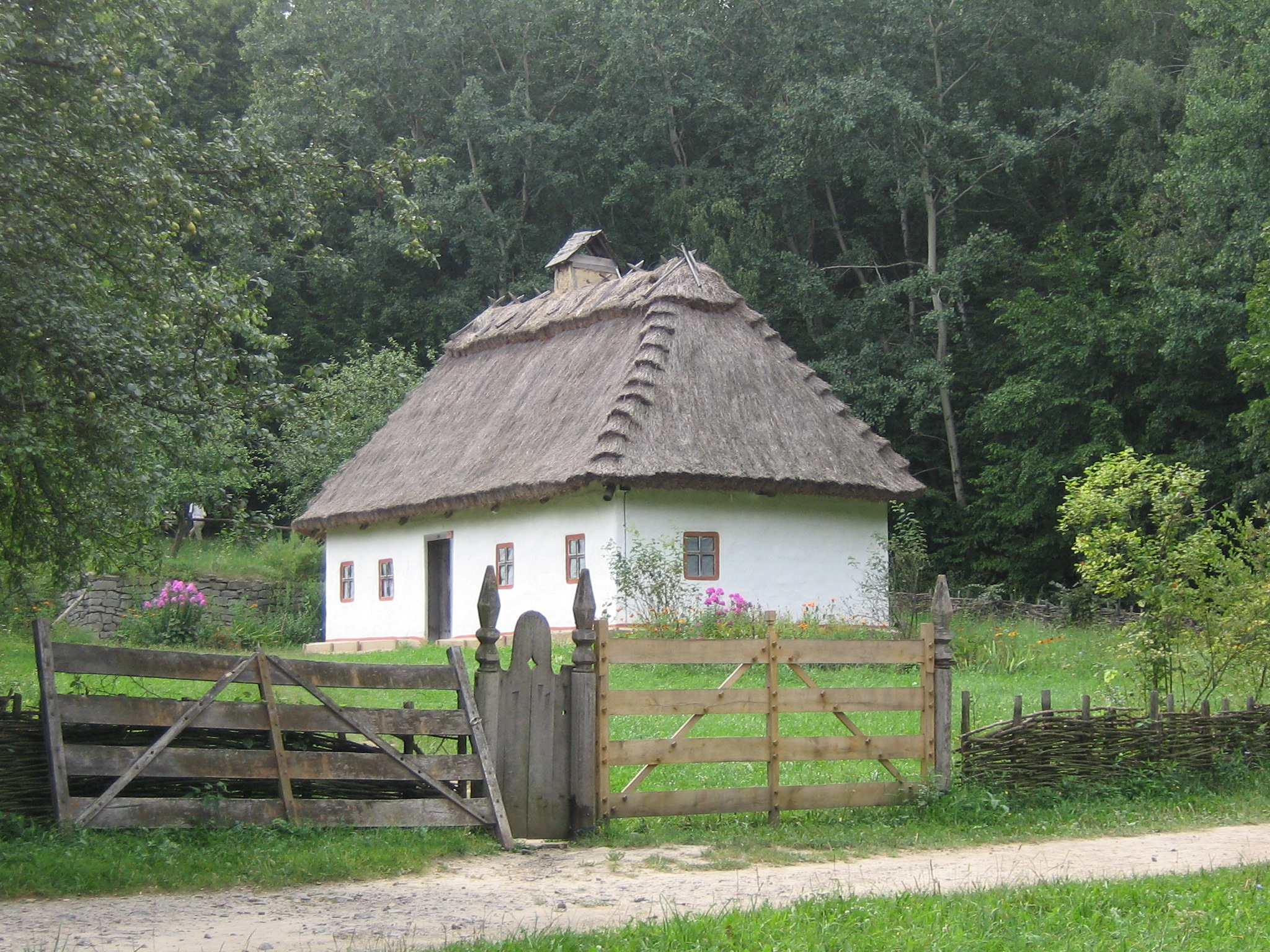
Будинок із села Крищенці
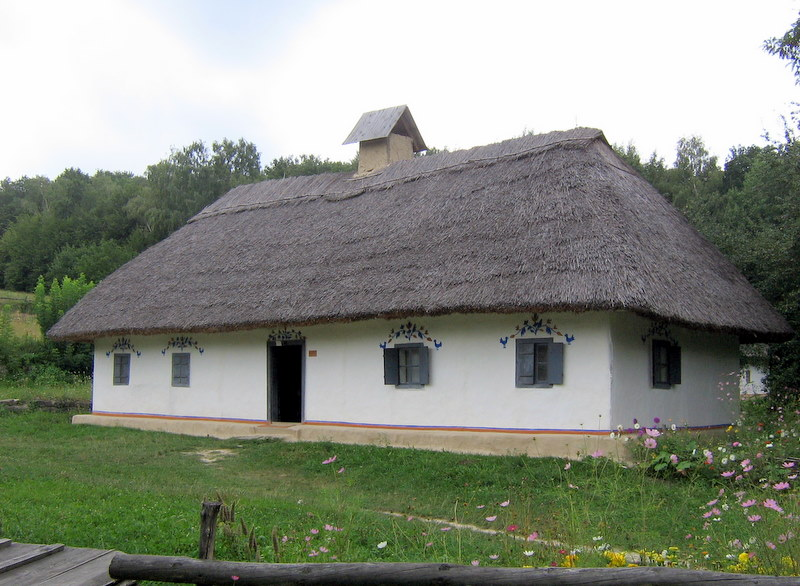
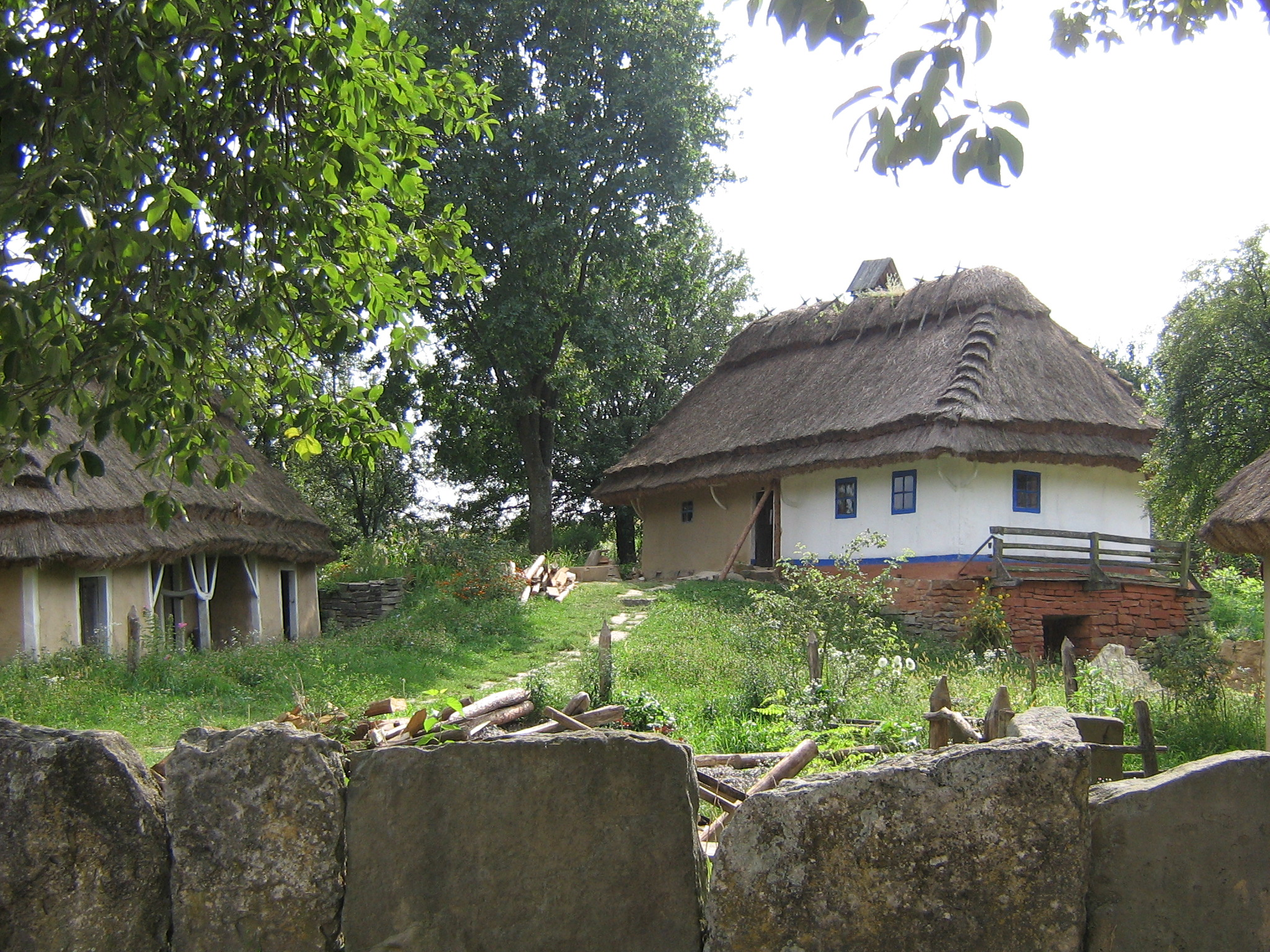
Садиба із села Яришів
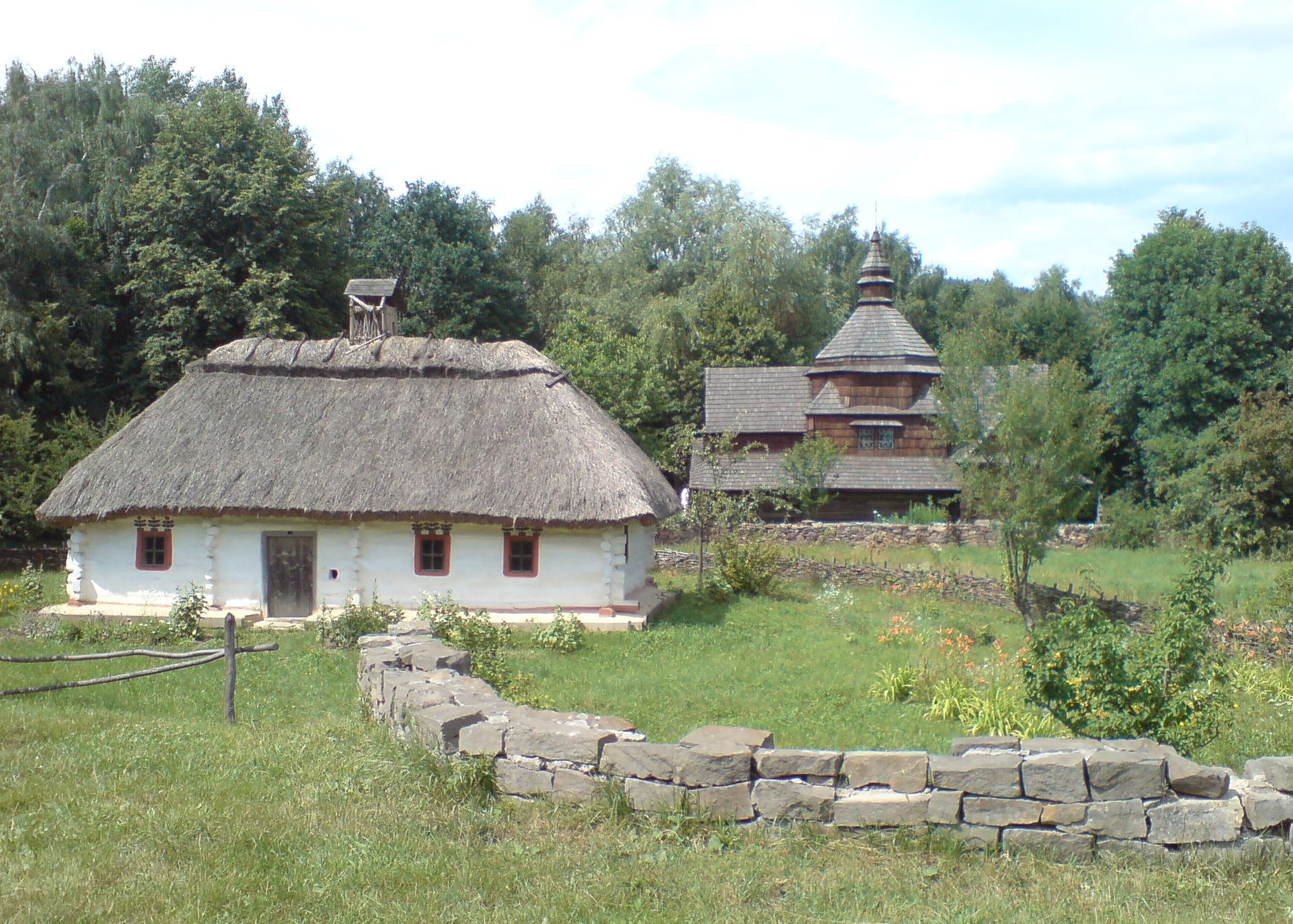
Музей народної архітектури та побуту України, подільська хата і Церква Св. Миколая з села Зелене Тернопільської області
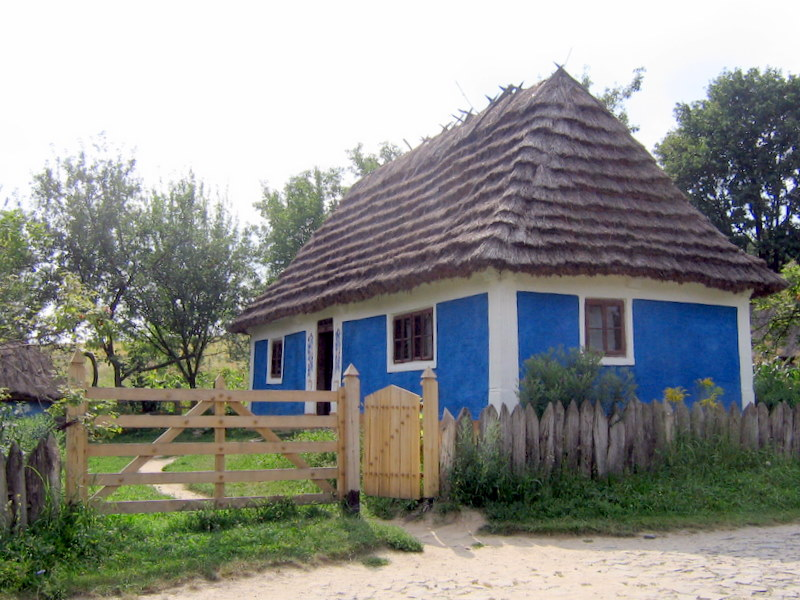
Музей народної архітектури та побуту України, садиба із села Кадиївці, Хмельницька область
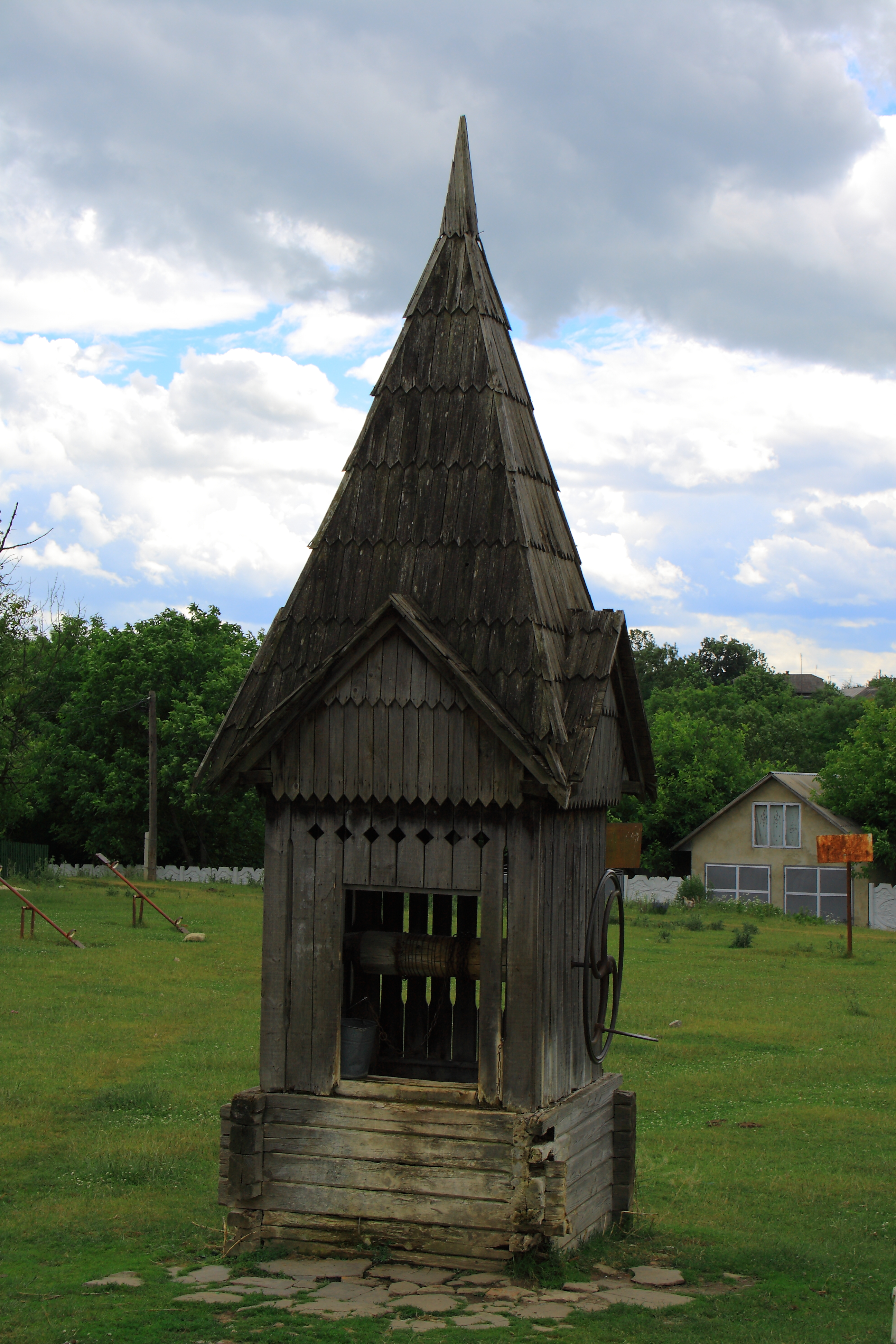
Криниця в селі Кривче, Тернопільська область

## Світлини

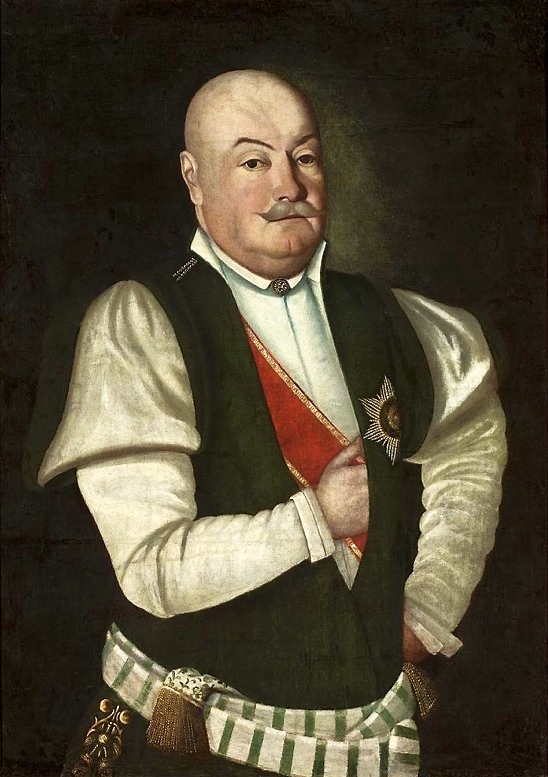
Портрет шляхтича в строї подільського воєводства
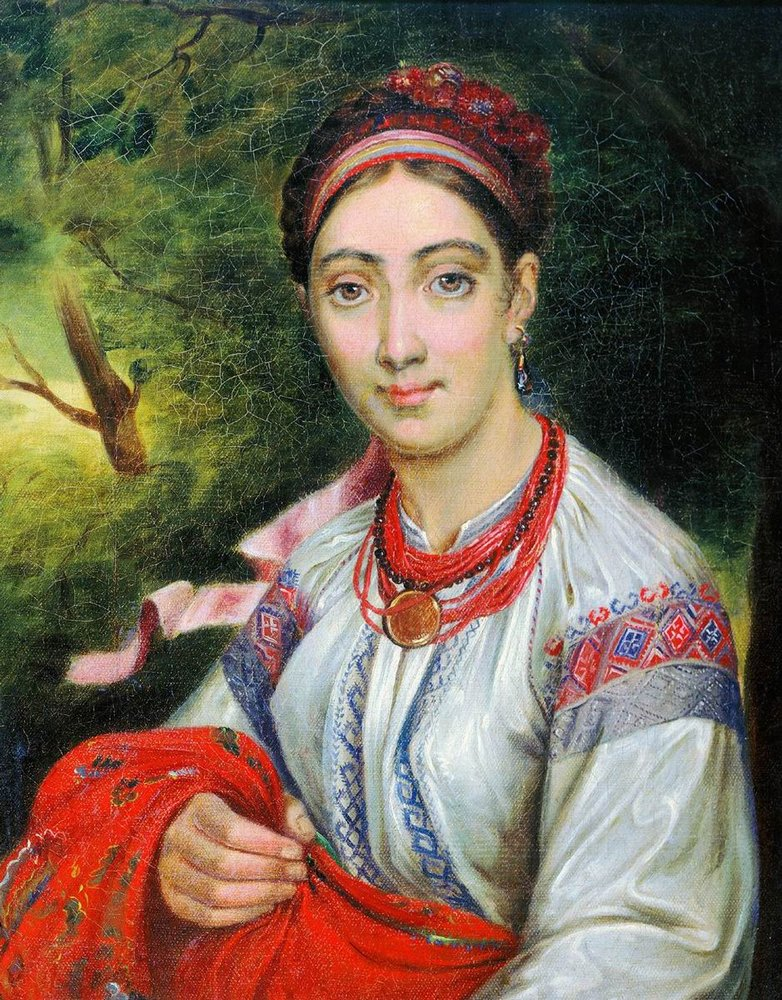
Дівчина з Поділля.В. Тропінін
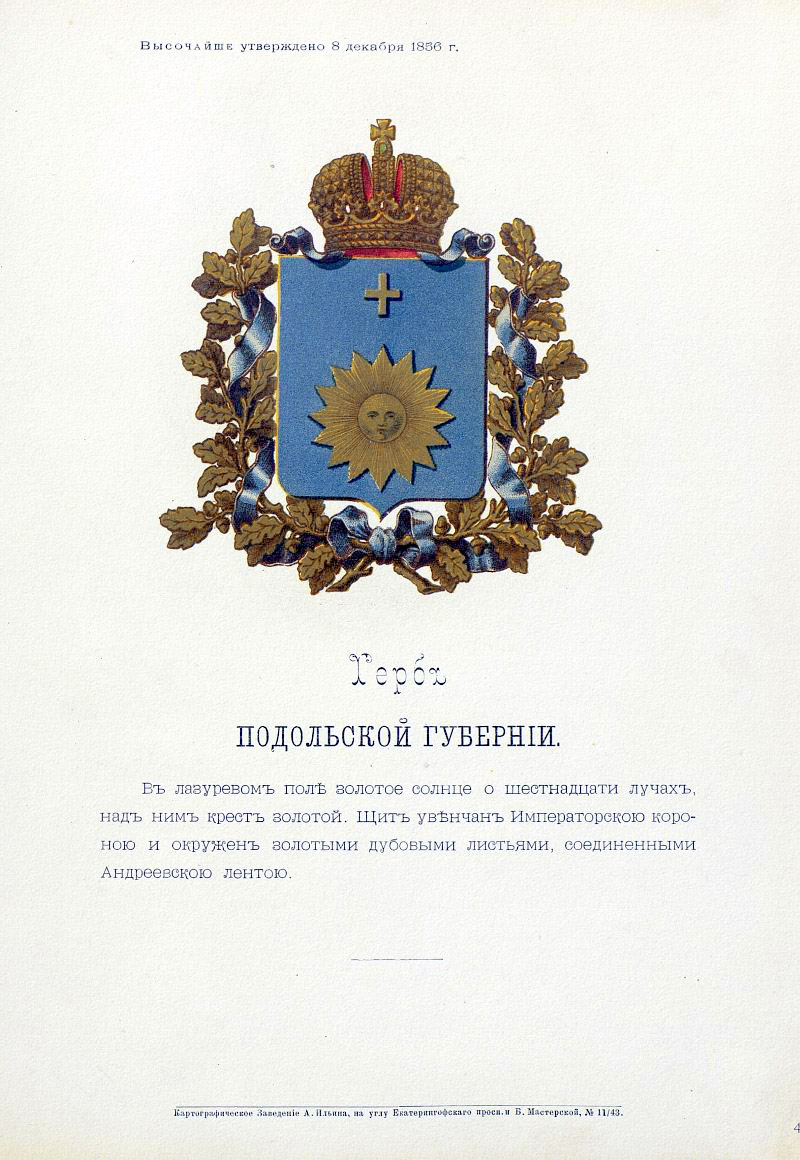
Герб губернії затверджений Олександром II (1856)
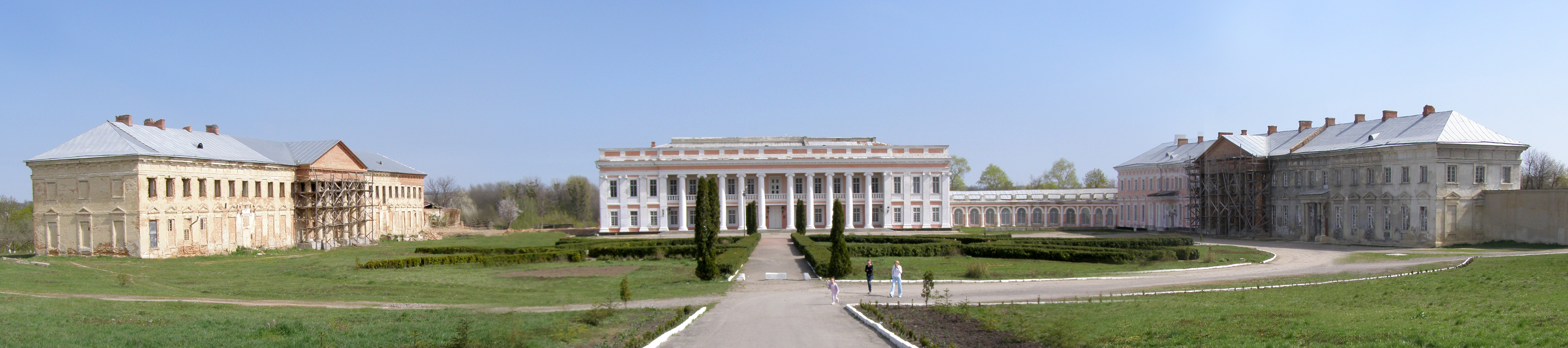
Палац Потоцьких (Тульчин)
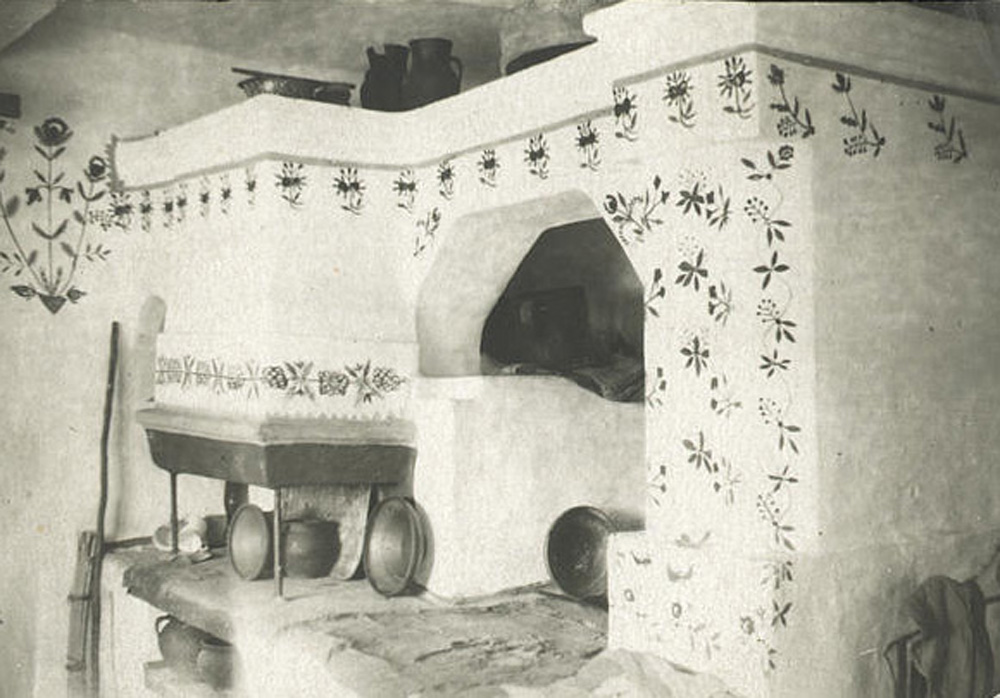
Подільська розмальована піч
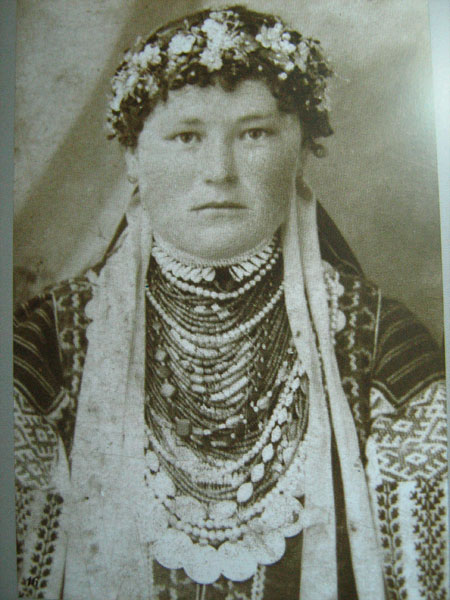
Подільське святкове вбрання

## Межі Поділля

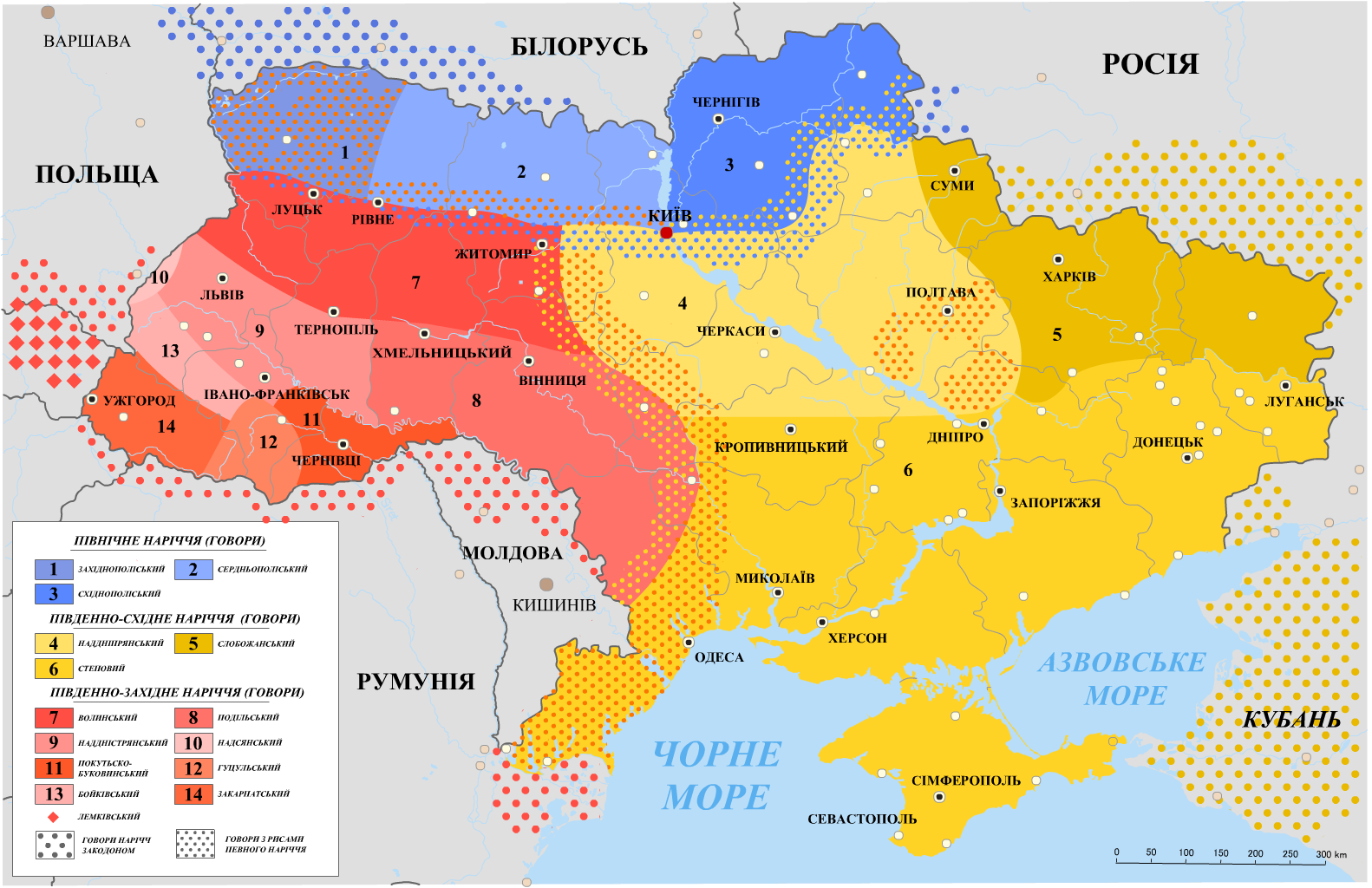
Поділля на мапі країни за діалектом як одної з етноформуюючих ознак
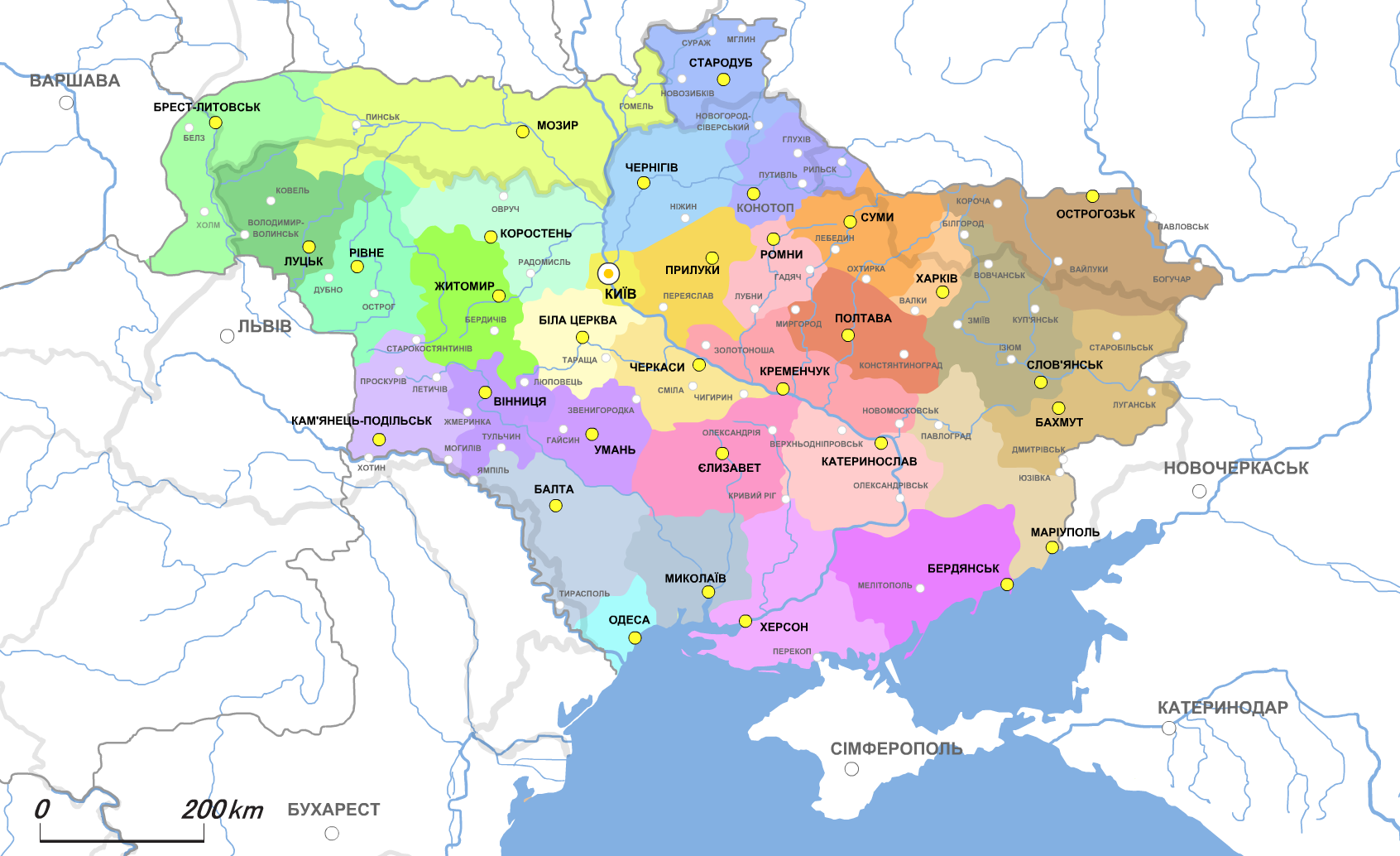
Мапа УНР з адміністративним поділом Поділля
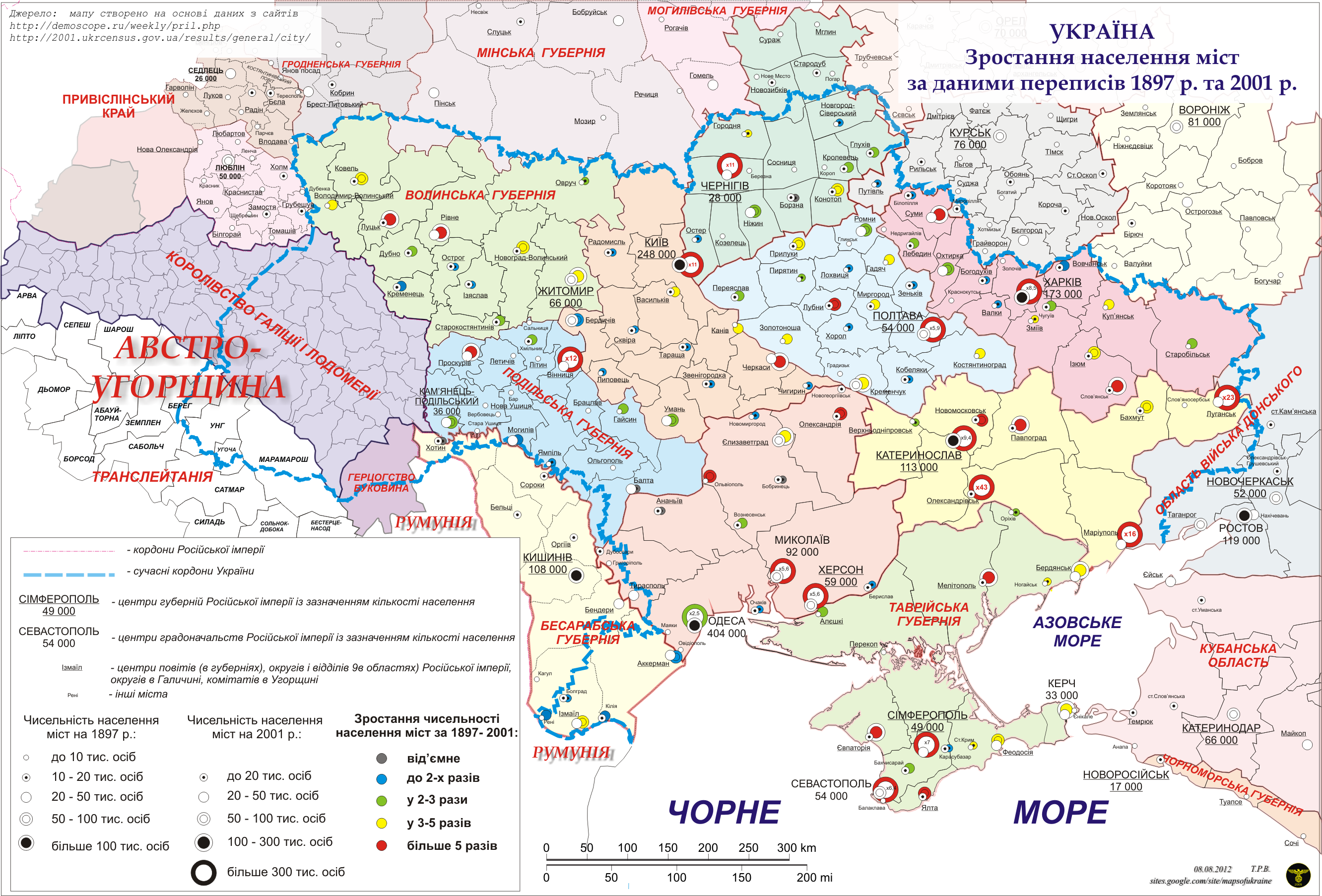
Зростання населення міст за даними переписів 1897 р. та 2001 р.
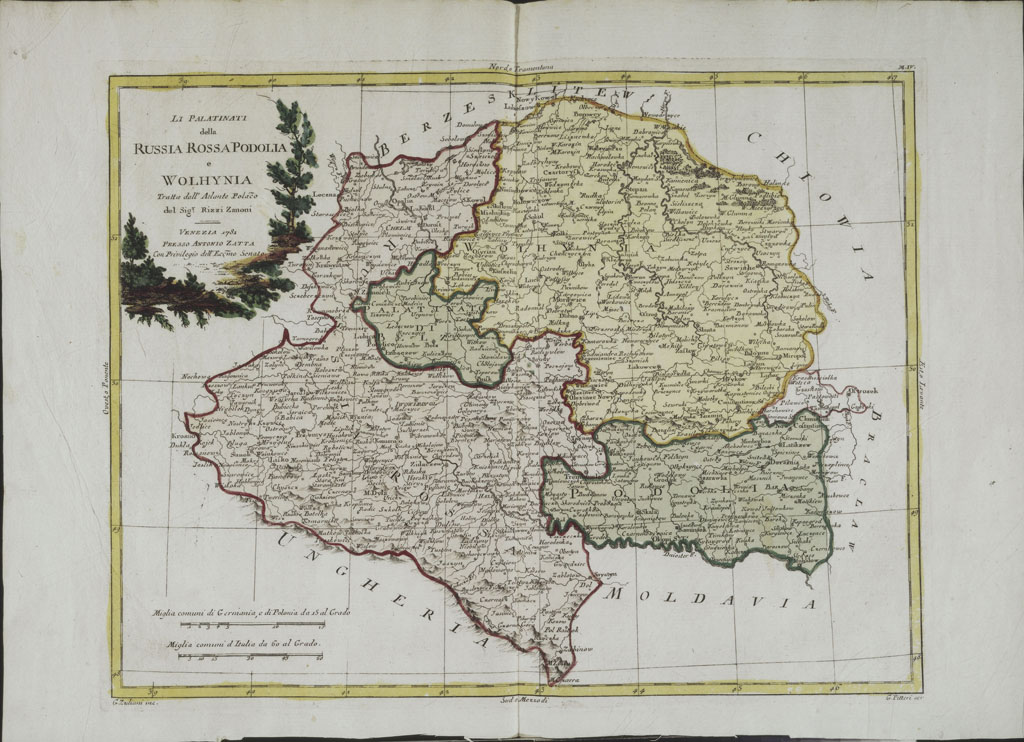
Поділля (зеленим)
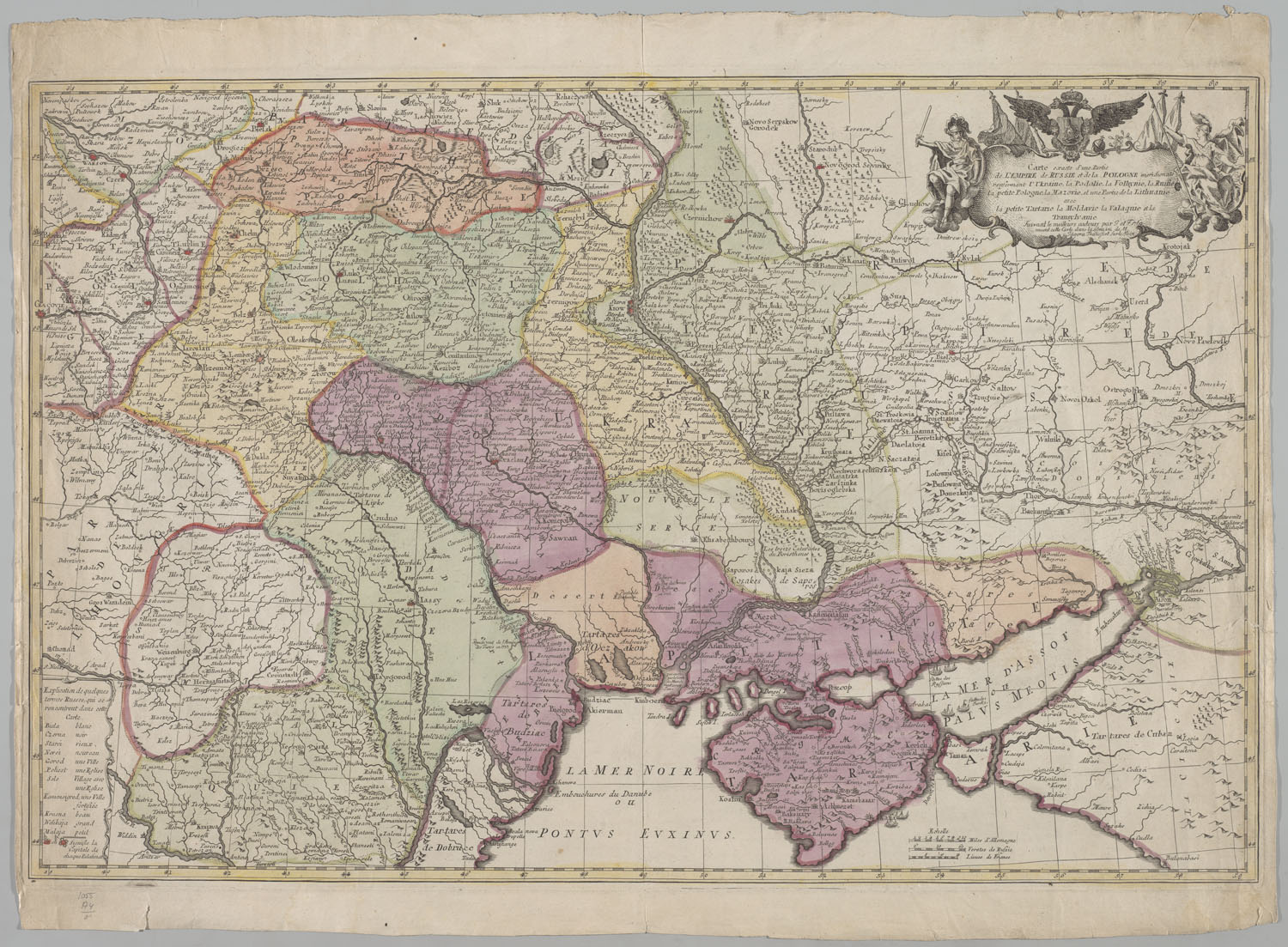
Точна карта частин України, включаючи Поділля
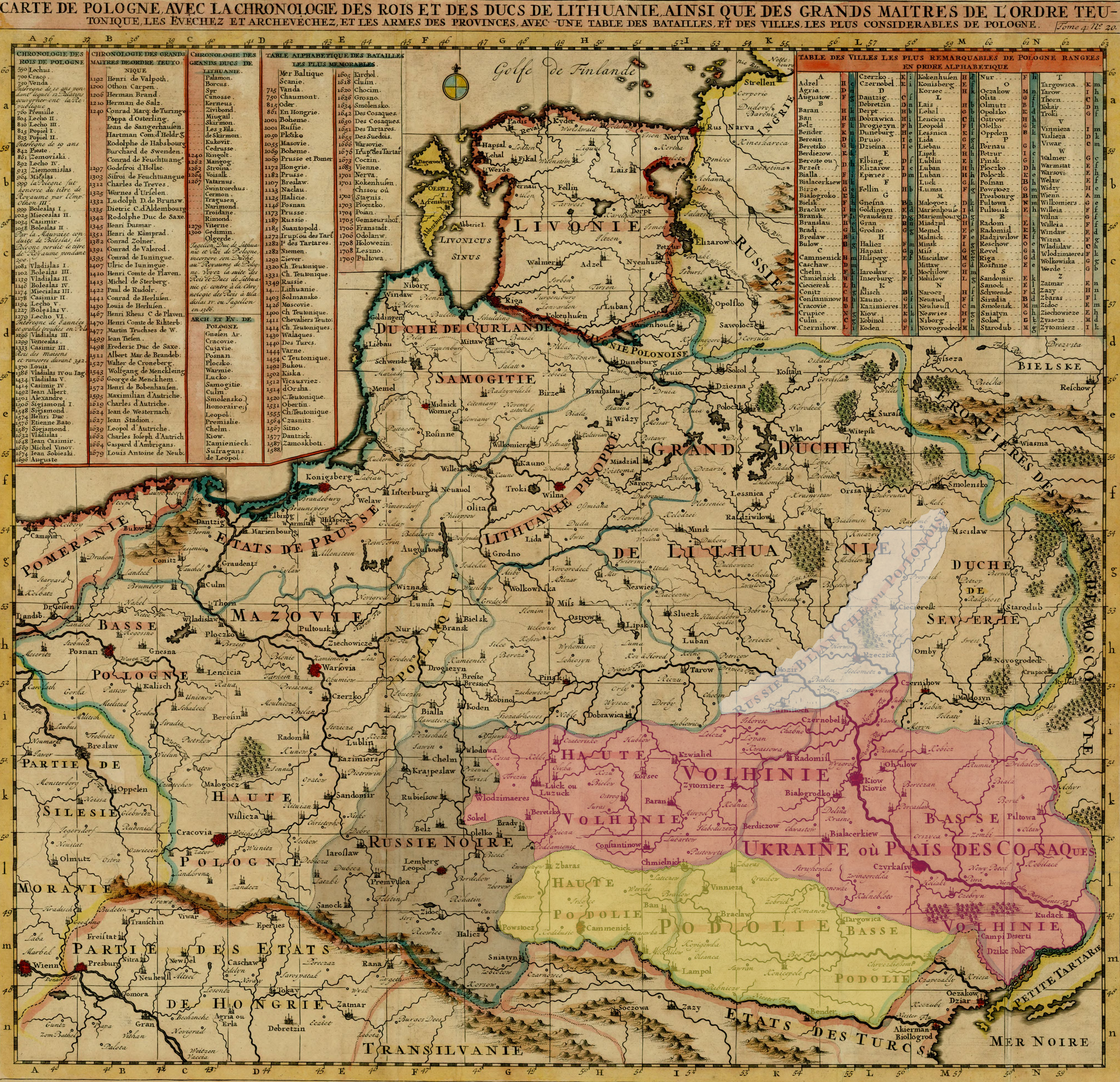
Карта французького картографа Анрі Шатлена із зображенням Чорної Русі чорним, Волині червоним, Поділля  у жовтий
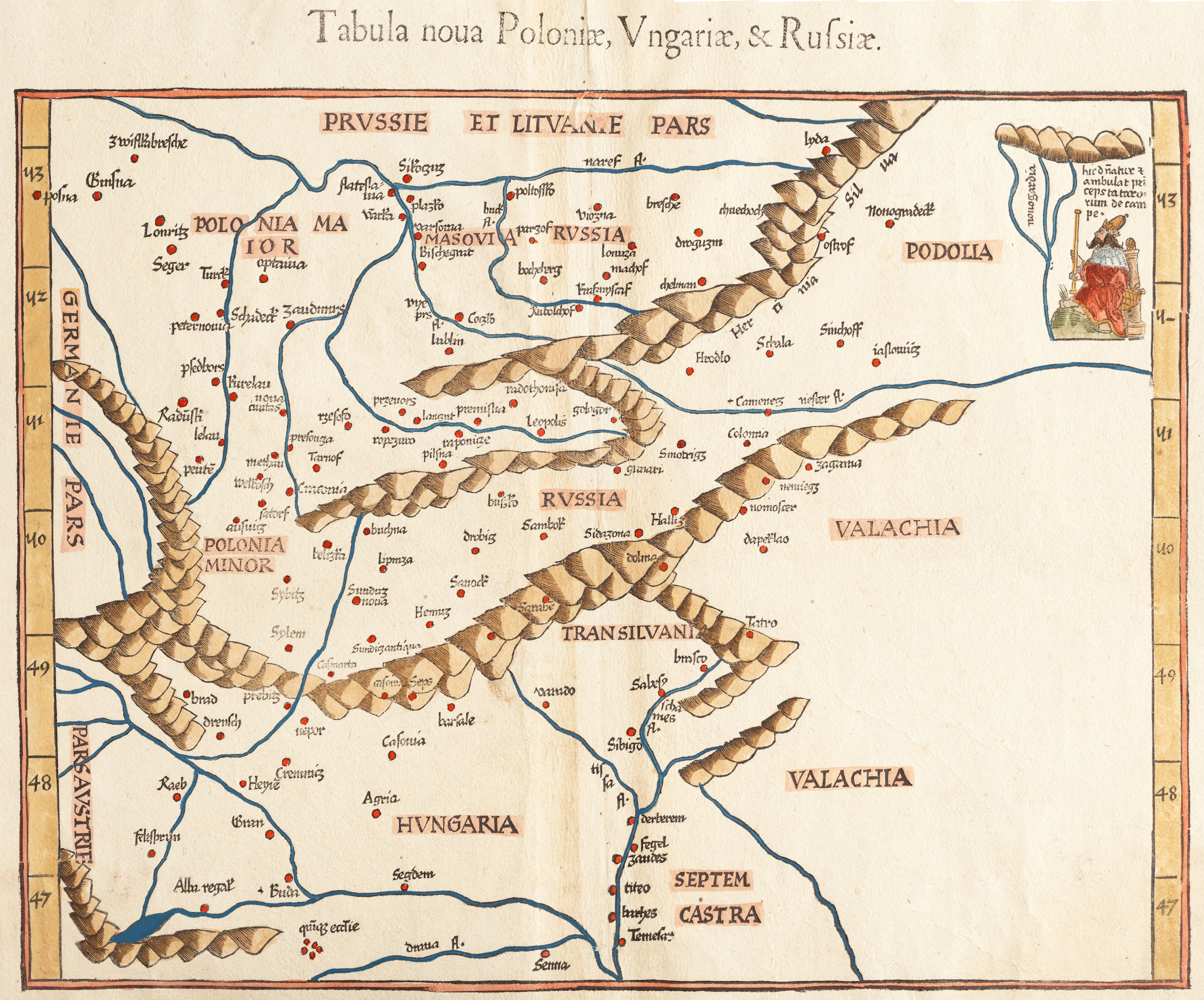
Мапа Лоренца Фрі є поєднанням картографії Птолемея з новими політико-географічними даними епохи, чітко позначено Поділля
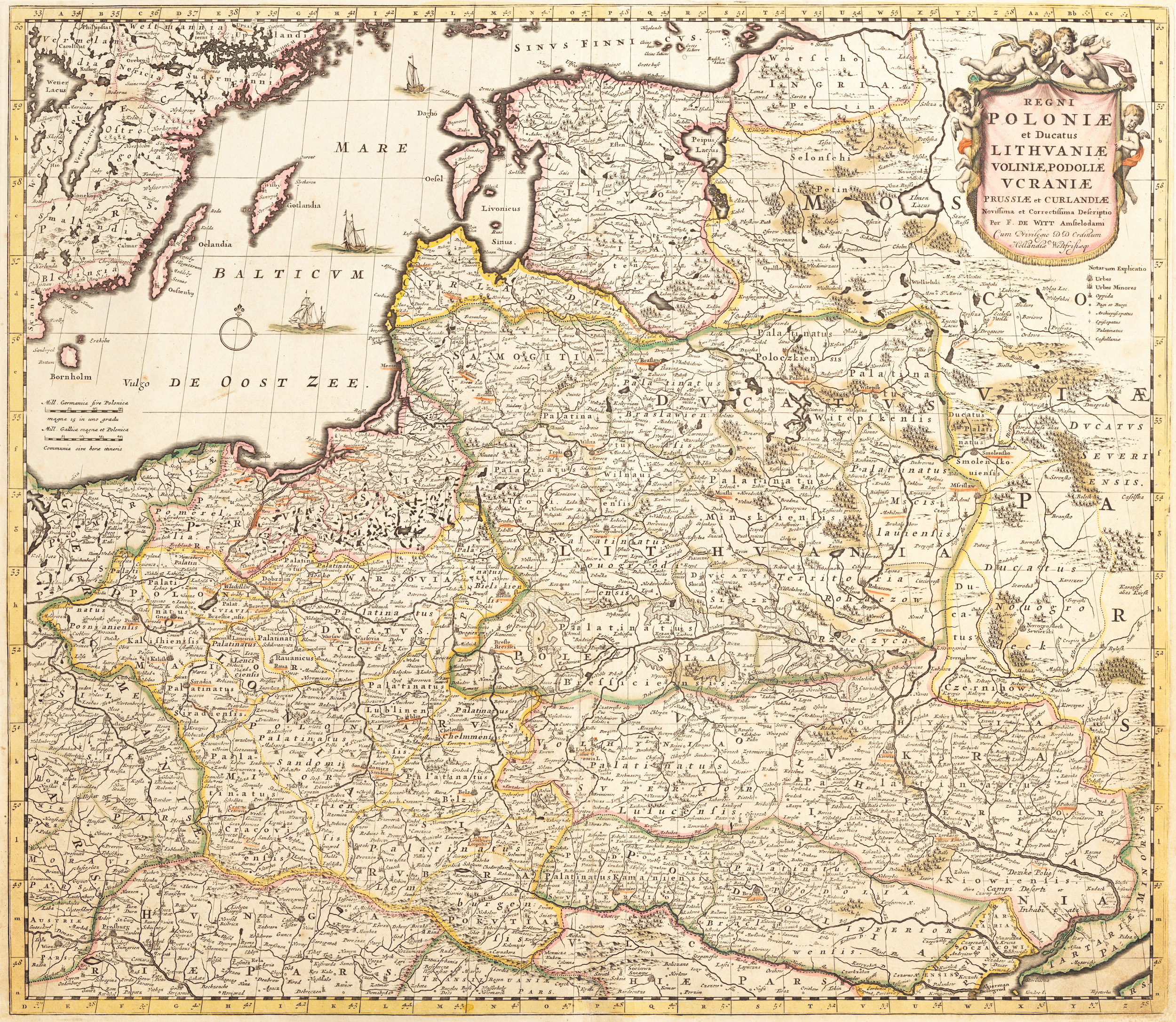
Карта Речі Посполитої з Поділлям
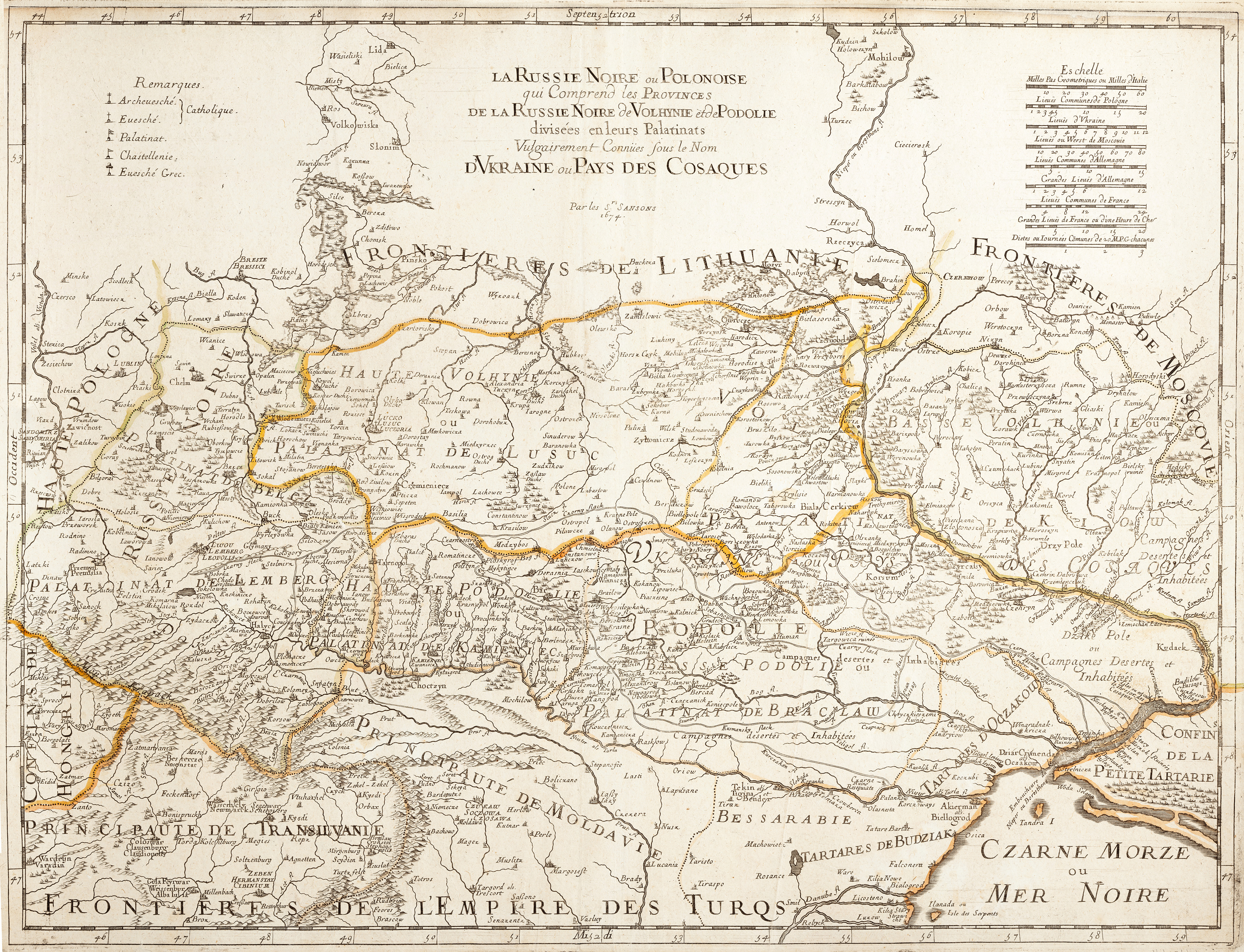
Карта Ґійома Сансона виділено Поділля
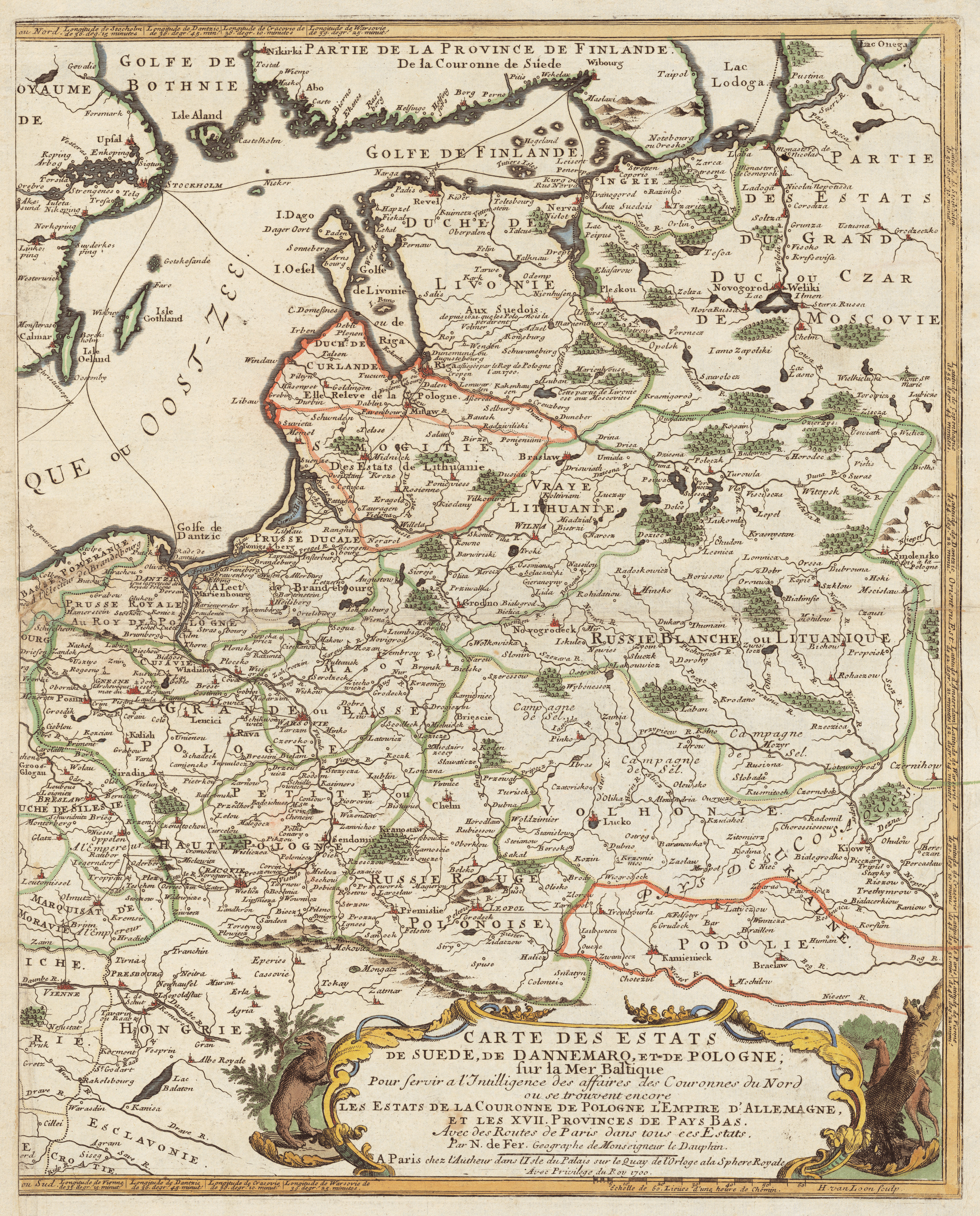
Карта Речі Посполитої до якої входила Волинь, Поділля, видана в Парижі в 1700 році
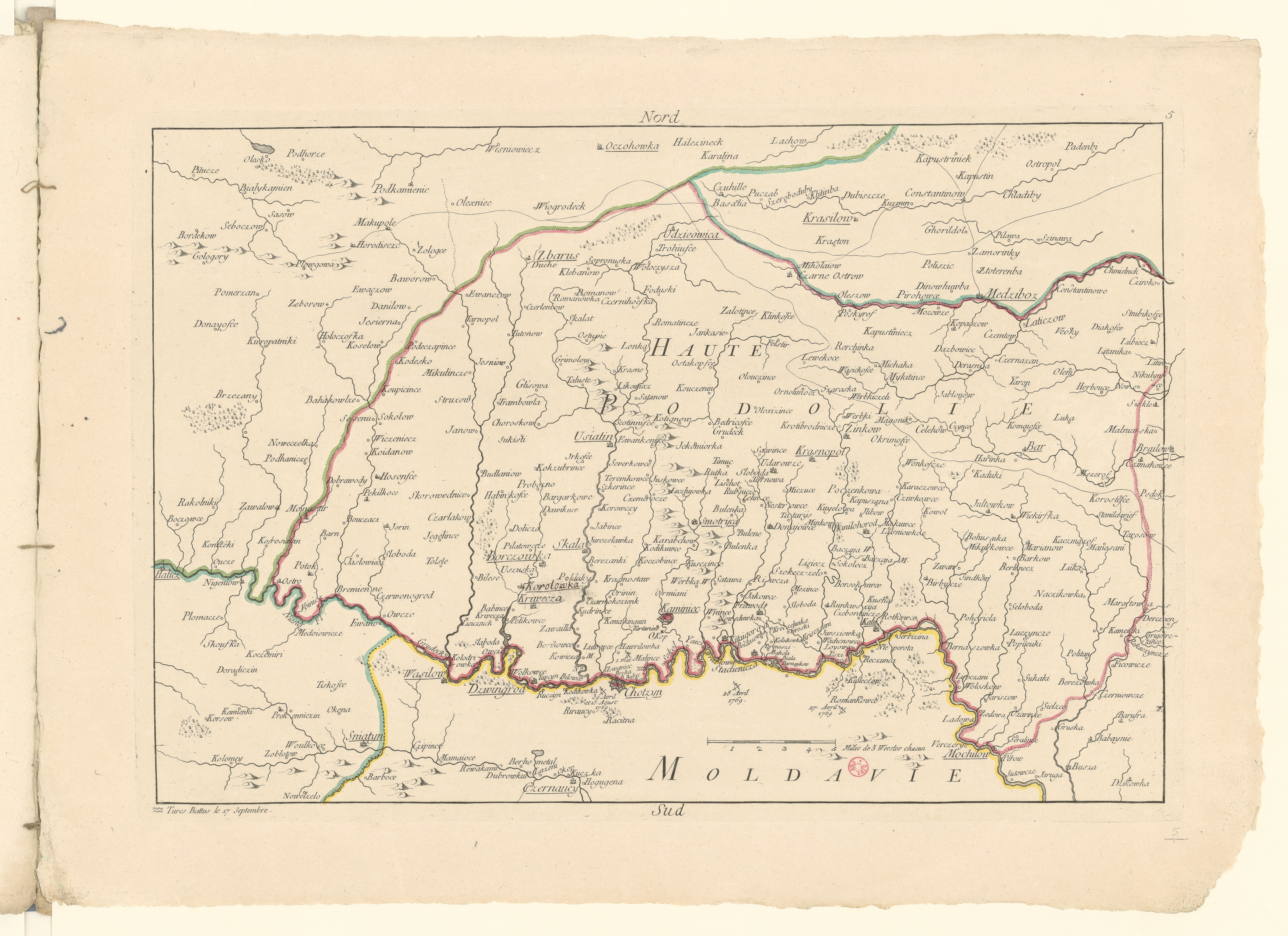
Карта Поділля під турецьким пануванням
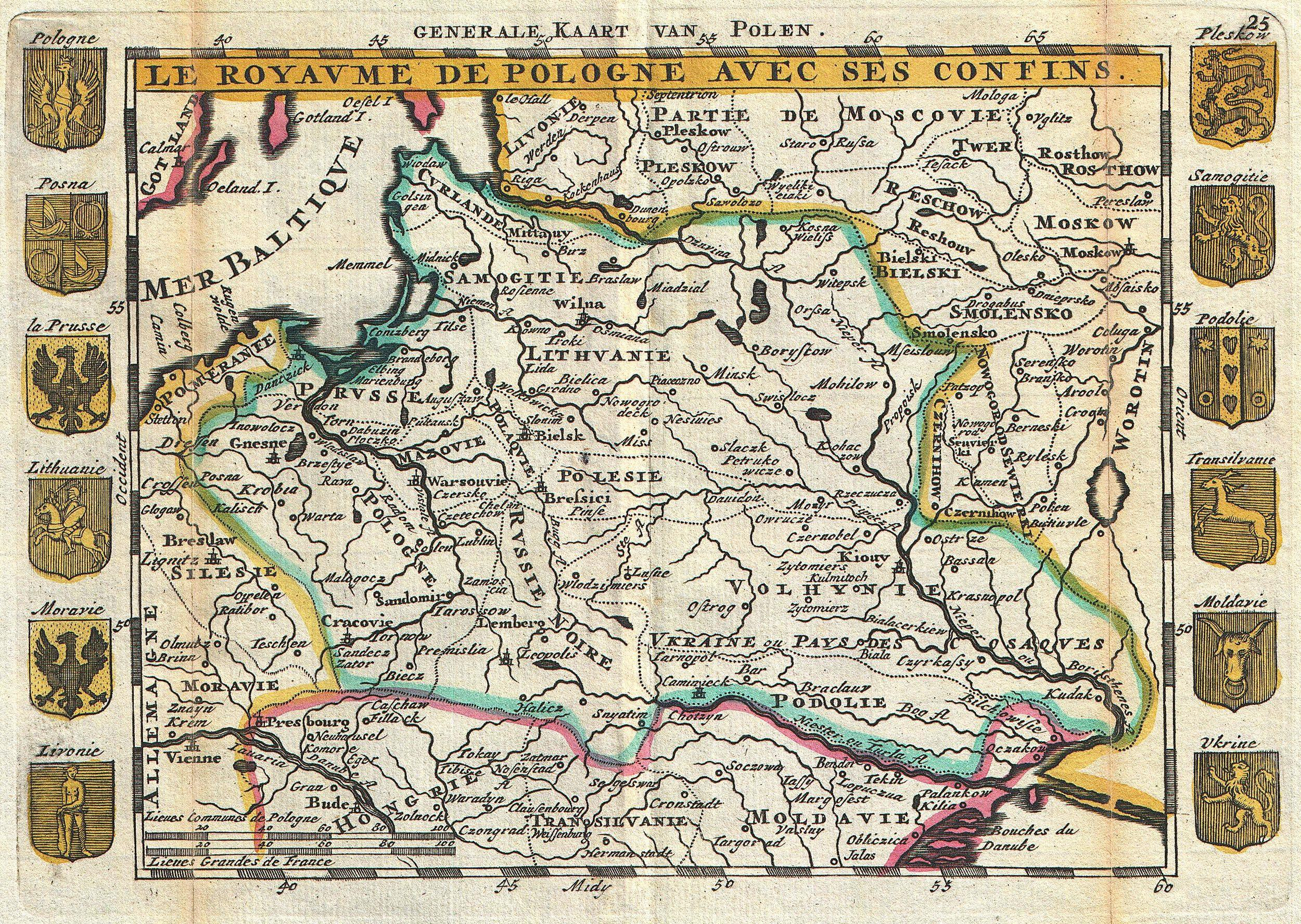
Карта Речі Посполитої зі Поділлям
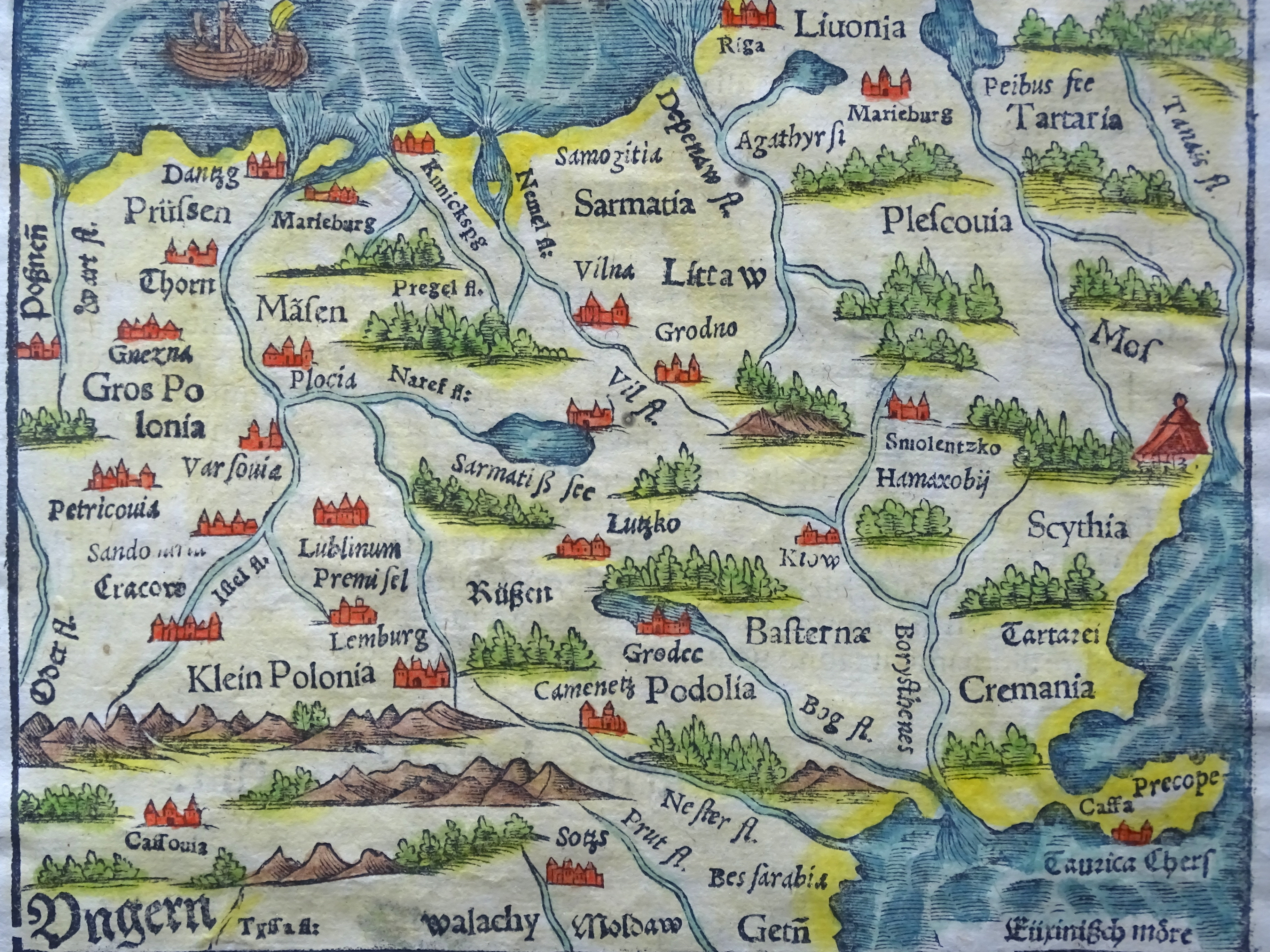
Карта Речі Посполитої зі Поділлям 1550 рік
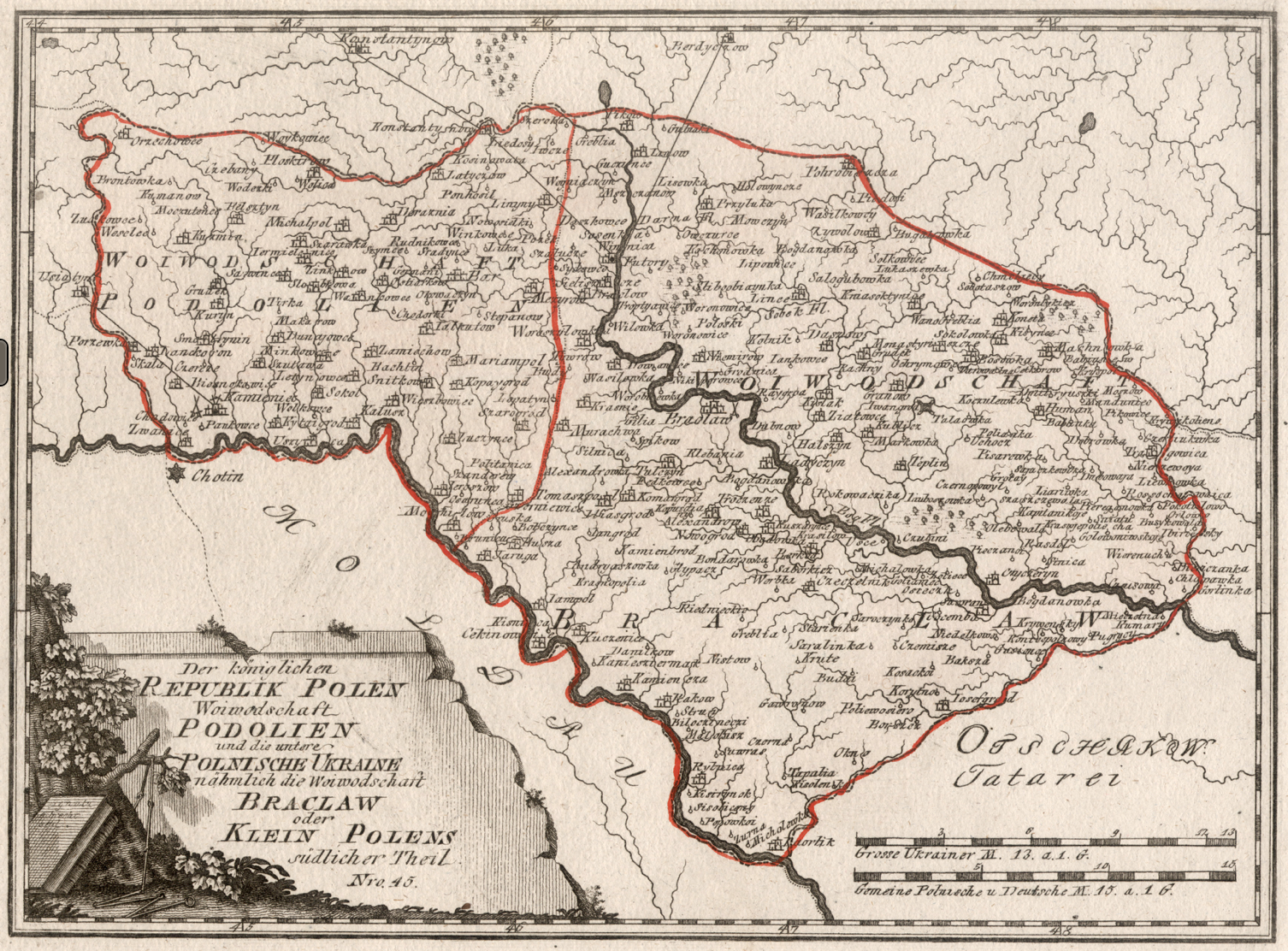
Франц Йоганн Йозеф фон Райлі (1766-1820) воєводство Поділля та воєводство Брацлавське